# 로버트 훅
로버트 훅(Robert Hooke FRS, /hʊk/, 1635년 7월 18일 ~ 1703년 3월 3일)은 영국의 자연 철학자이며, 과학 혁명기에 이론과 실험 양면에서 주요한 역할을 한 인물이자 박물학자, 그리고 과학자이다.
로버트 훅은 영국을 대표하는 과학자 중의 한 명으로, 현대 현미경학의 기본 본질이 되는 마이크로그라피아(Micrographia)를 출판하였으며 세포(cell)라는 용어를 최초로 사용한 사람이다. 그리고 용수철과 같은 탄성체의 복원력과 변형력의 관계를 나타내는 훅 법칙으로 널리 알려졌으며 그는 현미경을 사용하여 화석을 관찰하고 초기 진화론을 제시하기도 하였다. 또한, 화학에 있어서는 로버트 보일의 진공펌프 제작에 관여하여 보일의 법칙 발견에 일조하기도 하였으며 연소에 대한 개념을 제시하기도 하였다. 또한, 그레고리안식 망원경을 제작하여 화성과 금성을 관찰하기도 하였다. 그뿐만 아니라 건축학에 있어서도 관여하였는데, 런던 대화재 이후 도시 재건을 위한 설계사의 수장을 지냈다고 한다. 빛의 굴절 현상을 관찰하여 빛의 파동성 이론을 지지하였고, 뉴턴의 고리를 발견하기도 하였다. 또한, 공기가 다른 물질에 비해 구성 요소 간 거리가 멀리 떨어져 있는 상태의 소립자들로 이루어져 있으리라 추측하였다. 또한, 로버트 훅은 중력의 작용이 역제곱법칙을 따를 것이라 추론하였는데, 이는 후에 아이작 뉴턴에 의해 중력의 법칙으로 증명되었다.
훅은 1662년 왕립 학회(왕립학회)의 회원이 되었으며 그의 다재다능한 능력은 많은 왕립 학회 회원들의 실험에 도움을 주었으며 한편으로는 왕립학회를 신사들의 잡담장소에서 과학자 사회의 원형으로 탈바꿈시키는 데 많은 기여를 한 사교적인 과학자였다.

## 연표
| 1635년      | 7월 18일 와이트 섬의 프레쉬워터(Freshwater)에서 조그만 교구의 목사 존 훅(Rev John Hooke)의 아들로 출생하게 된다. 그는 유년기를 교회에서 보냈으나 종종 두통을 비롯한 각종 질병을 앓았다. 장난감들을 가지고 놀기를 좋아했다. |
| 1648년      | 10월 아버지 Rev John Hooke이 자살한다. 로버트 훅은 화가 Peter Lely의 제자가 되어 런던으로 이주하게 되고 웨스트민스터(Westminster) 공립학교에 입학한다. |
| 1653년      | Oxford의 교회에 다니게 되며 크리스토퍼 렌(Cristopher James Wren)과 친한 친구 사이가 된다. |
| 1655년      | Seth Ward의 천문학 수업을 수강. Thomas Willis의 조수가 되어 화학을 연구하고 Robert Boyle과의 인연을 맺게 됨. 당시 공기 펌프를 제작하는 Boyle의 조수가 된다. |
| 1658년      | 시계를 제작하는 데 있어서 원형 진자를 사용하였다. |
| 1661년      | 모세관 현상에 대해서 논문을 출판한다. 이후에 Micrographia에 실리게 된다. |
| 1662년      | 11월 12일 왕립 학회의 실험 관리인으로 지명된다. |
| 1663년      | 6월 3일 왕립 학회 회원(Fellow of Royal Society[FRS])로 선출되었으며, 10월 19일 로버트 훅이 왕립학회의 저장실을 관리하게 된다. |
| 1664년      | 5월 9일 최초로 목성의 회전을 추론함. 6월 John Cutler경이 50파운드의 지원금을 주고 로버트 훅에게 강좌를 부탁함. 로버트 훅은 1664년에서 1665년까지 그레셤(Gresham)대학에서 Pope 박사의 대리인으로서 천문학 강좌를 진행하게 됨. |
| 1665년      | 1월 11일, 로버트 훅은 30파운드의 연금을 받으며 왕립 학회 관리직에 종신직으로 임명됨. 그는 또한 그레셤(Gresham) 대학에 집을 받게 되었다. 로버트 훅은 그곳에서 남은 삶을 보내게 된다. 이 시기 그는 다양한 분야에 대해 중요한 발견들을 하게 된다. 그는 공기의 성질과 공기와 연소와의 관계를 탐구하였다. 동시에, 비중, 떨어지는 물체의 법칙, 종 모양의 수중 작업용 잠수기인 잠수종이라는 기구를 개량하기도 하였다. 그 외에도 전보의 방법 개량, 대기압과 날씨와의 관계, 어는점에서의 물의 온도, 기어를 넣는 데 사용되는 기구의 발명 등 훅의 다양한 업적들이 이 시기 이루어졌다. 3월 20일, 그레셤(Gresham)대학의 기하학 교수로 임용되기도 하였다. 또한, Micrographia가 출판되었다. 전염병이 런던에 창궐하였을 때 로버트 훅은 Epsom에서 Wilkins 박사와 William Petty 경의 철학 조교로 일하고 있었다. |
| 1666년      | 이때 그가 그린 화성의 도식은 200년 후에나 그것의 주기를 발견할 수 있도록 하였다. 왕립 학회의 활동이 재개되었고, 로버트 훅은 추를 이용해서 그에 작용하는 중력에 관해서 설명하였다. 1664년 왕립 학회의 혜성 관측에 대해 논의하였다. |
| 1667년      | 지진의 효과에 대해 논의함. 9월 19일 런던의 대화재 이후 도시 재건에 대해서 새로이 모델을 발표함. 이 모델이 직접 받아들여지지는 않았지만 로버트 훅은 Edward Jerman, Peter Mills, Wren, Hugh May, Roger Pratt와 함께 도시의 감독자로 지명되었다. Hooke과 Wren은 대화재에 대한 추모비를 세우는 책임을 맡았다. 로버트 훅인 여기서 Bethlehem 병원, Montague House, 왕립의학대학, 그리고 Ragley Hall의 설계를 맡았다. 또한, Westminster 학교에 있는 그의 오랜 스승인 Busby 박사를 기리기 위해 Buckinghamshire에 Willen church를 세웠다. 그는 얼마 후 별이 반짝거리는 현상에 관해 설명을 제시하였다. |
| 1669년      | 7~10월 고정된 별까지의 거리를 시차각을 통해 재려고 시도하였다. 이 연구는 후일 Bradley의 광행차에 대한 연구에 영향을 주게 된다. |
| 1670년      | 지금까지 그의 과학적 발견들을 통해 실험을 설계했고 여러 강좌를 열었다. |
| 1672년      | 2월 15일 빛의 회절이 관한 논문을 출판하였다. 이것은 1월 왕립학회에서 있었던 아이작 뉴턴의 생각과는 반대되는 내용이었다. |
| 1674년      | ‘관측을 통한 지구의 운동 해석(An Attempt to Prove the Motion of the Earth by Observations)’이라는 제목의 논문을 출판함. 이것은 낮 동안의 별에 대한 최초의 관측으로 기록되고 있다. 로버트 훅이 그의 강의에서 ‘Mahcnia Celestis’라는 논문을 오만하다고 평하자 그 저자인 Hevelius와 논쟁이 벌어졌다. 로버트 훅은 최초의 그레고리안(Gregorian)식 망원경을 제작하였다. |
| 1675년      | 뉴턴의 ‘색에 관한탐구(Discourse on colour)’가 훅의 Micrographia에서 영감을 얻어 12월 9일 발간되었다. 뉴턴은 여기서 훅의 업적에 대해 일부 인정은 하면서도 자신의 독창적인 발견임을 주장하였다. 하위헌스가 훅이 이전에 했던 대로 시계의 제작에 원형 스프링을 다시 사용함. |
| 1676년      | ‘태양 관측용 망원경에 대한 논의(A Description of Helioscopes)’라는 제목으로 원형 스프링에 대한 몇 가지 원리들을 해설한 논문을 출판한다. 이것이 불씨가 되어 올덴부르그와의 말다툼이 벌어진다. |
| 1677년      | 왕립 학회는 훅이 올덴부르그에게 했던 말들을 철회하라고 함. 그러나 10월 25일 로버트 훅은 올덴부르그의 죽음 후 왕립 학회의 사무국장이 됨. |
| 1678년      | 1677년의 혜성 관측을 토대로 역제곱 법칙과 혜성의 꼬리와 태양에 대한 상대적 방향 사이의 관계를 탐구한 논문 ‘Cometa’를 발표함. |
| 1679년      | 뉴턴에게 보낸 편지에서 달의 운동에 대한 자기 생각을 다시 고려해보겠다고 씀. 뉴턴은 ‘프린키피아’에서 ‘로버트 훅이 이 위대한 발견의 실마리를 뉴턴에게 주었다’라는 사실을 부정하였다. 뉴턴의 이러한 분노는 훅의 죽음 이후 더욱더 표출되게 된다. |
| 1682년      | 로버트 훅은 그의 권리에 대한 침해를 막기 위한 규정들을 만듦 11월 30일 로버트 훅은 왕립 학회의 사무국장직을 그만두게 된다. |
| 1684년      | 전보의 실제적인 모델을 구상하였다. 이 시기에 그는 주행 거리계를 발명하였다. 또한, 아치의 원리에 관해서 설명하기도 하였으며 진동표면에서 마디의 위치를 측정하는 방법들을 예상하였다. 또한, 화석의 본질에 관해서 설명하면서, 지구 생물체에 대해서 논의하였다. |
| 1687년      | 로버트 훅의 아내(실제로는 조카)였던 Grace Hooke가 사망한다. 이것은 훅에게 뉴턴과의 평생논쟁이 있었음에도 그의 삶에 심각한 영향을 끼치게 된다. |
| 1696년      | 왕립 학회는 그의 실험에 대한 보수를 계속 지급한다. 하지만 훅의 건강이 계속 악화한다. |
| 1700년      | 로버트 훅은 Marine 망원경이라는 그의 마지막 발명을 왕립학회에 남겼다. |
| 1702~1703년 | 로버트 훅이 시력을 잃고 다리를 절게 된다. 당뇨의 합병증이었을 것으로 추측된다. |
| 1703년      | 로버트 훅은 그레셤(Gresham) 대학에서 숨을 거둔다. St Helen’s Bishopsgate에 안치된다. 그의 시신은 19세기 언제쯤에 런던에 다시 안장된다. (하지만 실제로 현재 어디에 있는지는 모른다.) |
| 1705년      | 로버트 훅이 숨을 거두고 난 뒤 2년 뒤, 그의 지진에 관한 지질학적인 견해가 담긴 Discourse of Earthquakes가 출판된다. |

## 생애

### 출생 및 유년기
훅의 생애는 1696년 발간된 그의 자서전을 통하여 알려졌으나 기록이 정확하지는 않다.

로버트 훅은 갈릴레오 갈릴레이가 죽기 7년 전인 1635년 7월 18일에 영국의 프레시워터에서 태어났다. 그의 아버지 존 훅은 와이트 섬의 프레시워터에 있는 올세인트 교회의 목사였다. 따라서 훅의 가정환경은 부유함과는 거리가 있었다. 가족관계로는, 형제가 둘이 있었으며 1628년에 태어난 캐서린과 1630년에 태어난 존이었다. 로버트의 형 존은 뉴포트에서 식료품 상인이 되었으나 46세의 나이로 스스로 목숨을 끊게 된다. 로버트 훅의 형인 존 훅의 딸이자 로버트 훅의 조카인 그레이스는 로버트 훅과 결혼하는 등 나중 삶에 지대한 역할을 끼치기도 한다.

로버트 훅은 살아나기 힘들 정도로 병약하였고 태어나 7년 동안 우유와 유제품들을 달고 살았다고 한다. 하지만 시간이 흐르고 점점 살 가능성이 높아지자 그의 아버지는 훅이 직업을 구할 수 있도록 하기 위한 기초적인 지식을 가르쳤다. 그러나 로버트 훅의 만성적인 건강 악화로 교육은 별 효과가 없었으며, 훅은 줄곧 연장 곁에서 살기를 좋아했다. 그런데도 그는 모형을 만드는 일과 그림을 그리는 일에 재능을 보였다. 그러던 어느 날, 프레시워터에 어떤 직업화가가 찾아왔고 그 화가를 보던 로버트 훅은 자신도 할 수 있겠다는 자신감을 얻게 된다. 난생처음 그림을 그려보고는 그림들을 닥치는 대로 베끼기 시작하였으며 직업화가가 되겠다는 꿈을 갖기도 한다. 그러던 중 아버지 존 훅이 숨을 거두게 되고 로버트 훅은 유산을 가지고 도제 생활을 하기로 한다. 하지만 심한 물감 냄새 때문이었는지, 그는 화가를 포기하게 되고 남은 돈을 웨스트민스터 공립학교의 수업료로 내게 된다. 이 학교에서 그는 그보다 세 살 많은 크리스토퍼 렌(Christopher Wren)을 만나게 된다.

### 성년기
훅은 가난했기 때문에 소기의 목적을 달성하기 위해서는 부유한 학부생의 고용인으로 일할 수밖에 없었다. 그리고 장비를 제작하고 실험을 하는 데 능숙했던 로버트 훅은 옥스포드 대학의 많은 과학자에게 인기 있는 조수로 인정받게 된다. 그에 따라서 훅은 로버트 보일의 조교가 된다. 또한, 훅은 옥스퍼드의 천문학 교수인 세스 워드(Seth Ward. 개량된 망원경 가늠자를 발명한 것으로 알려짐)의 천문학 연구를 거들기도 했으며 1650년대 중반에는 천문학적 시간 측정용 시계의 정확성을 개선하는 방법을 고안해 냈다. 또한, 균형 잡힌 스프링으로 조정되는 회중시계에 대한 아이디어를 내기도 하였다. 훅은 1662년 왕립학회에 마련된 자리를 위해 옥스퍼드를 떠나게 된다. 하지만 보일 등의 여러 사람의 조교로 근무한 것을 인정받아 1663년 석사학위가 수여되게 된다. 또한, 1664년 5월 그레셤 대학의 기하학 교수 후보로 선정되기도 하며 실제로 1665년 그 자리를 꿰차기도 하였다.

### 중년기 및 말년기
로버트 훅은 중년기에는 능력 있는 건축설계사로 널리 인정받았다. 그는 1666년의 런던 대화재의 재건 감독관으로 임명되었다. 이것은 그의 뛰어난 기술적 능력뿐 아니라, 행정적이고 고위관리로서의 지도력도 탁월하였음을 말해 준다. 로버트 훅은 런던의 많은 건축물을 설계하였는데, 왕립학회의 의과대학동 (1679년 완공)을 포함해 베들레헴 병원(Bethlehem Hospital), Raving Mania 상까지 세웠다. 그는 크리스토퍼 워런(Christopher Wren) 경과 그리니치 천문대(Greenwich Observatory)의 설계를 맡았다. 런던 밖에도 훅이 설계한 건축물들이 세워졌다. 대표적으로 윌렌 교회(Willen Church)가 버킹햄쉬어(Buckinghamshire)에, Ragley Hall이 Warwickshire에 건립되었다.
로버트 훅은 중년기에 많은 과학자와 발견의 우선권을 두고 다툼을 겪게 되었다. 이로써 그의 명예에 다소 손상이 가기도 하였다. 대표적으로 1672년 아이작 뉴턴(Newton)과의 광학에 대한 발견 우선권 논쟁이 있고, 1686년에는 뉴턴과 중력에 대한 역제곱 법칙의 우선권 논쟁에 휘말렸다. 크리스티안 하위헌스(Christiaan Huyghens)와는 Spring regulator의 발견 우선권에 대해서 논쟁하였다.
1696년 그의 인생이 말년기에 접어들면서 그의 건강은 급속도로 악화하였다. 로버트 훅은 다양한 질환을 동시에 겪었다; Swollen legs, 가슴 통증(Chest pains), 현기증(Dizziness), 쇠약(Emaciation), 시력 저하증(Blindess). 이 같은 질병들의 근원은 심혈관 질환이나 당뇨병의 합병증이었을 것으로 추측된다. 질병으로 인해 고통스러운 삶을 살던 그는 결국 1703년 3월 3일에 런던에서, 그레셤 대학의 자신의 연구소에서 유언장을 남기지 않고 사망한다. 또한, 훅의 무덤은 19세기에 런던으로 이장되었으나 현재는 정확히 어디에 안치되어 있는지 명확하지 않다.

### 왕립학회
1660년대 초에 왕립학회가 설립되었으며 그것의 관리를 맡을 서기와 실험 담당자가 필요하였다. 그리고 로버트 보일(Robert Boyle)의 추천으로 헨리 올덴부르크(Henry Oldenburg)가 서기를 맡았으며 1661년 11월 5일, Robert Moray 경은 학회의 실험에 대한 관리인을 뽑자고 제안하였는데, 로버트 훅이 만장일치로 임명되었다.
로버트 훅이 정식으로 실험 관리인의 일을 시작한 것은 11월 12일이다. 1664년 존 커틀러 John Cutler 경은 역학 강의를 위해 왕립학회에 연간 50파운드의 자금을 기부하였다. 그리고 학회의 회원들은 로버트 훅을 이 강의에 적임자로 지명하였다. 1665년 1월 11일에 마침내 Culter경의 지원금에 30파운드를 더해서 합계 연간 80파운드의 급여를 받으며 관리인으로서의 사무실을 받게 되었다. 왕립학회 내에서의 훅의 역할은 자신 나름의 방법으로 실험을 선보이거나, 다른 회원들의 실험에 조언을 해주는 것이었다. 훅은 왕립 학회에서 실험 관리인으로 활동하며 매우 다양한 분야에서 실험들을 설계하고, 선보였다. 대표적으로 공기의 성질을 탐구한 실험이 있다. 그는 또한 개의 기도를 절개한 후에 폐에 직접 공기를 주입해 넣음으로써 그 생명을 지속시킬 수 있음도 보였다. 이것을 통해 당시에 동맥류와 정맥류의 차이도 알 수 있었다. 훅은 61m짜리 진자를 통한 실험을 통해 중력을 측정하였는가 하면, 각기 다른 높이에서 기압계(Barometer)를 통해 기압, 풍력, 습도 등을 측정하였다고 한다. 태양을 비롯한 다른 별들의 미세한 각 변위를 측정하기 위해 여러 기구가 고안되었는가 하면, 화약의 폭발력을 측정하였다. 윤형 기압계 등을 비롯해 그가 발명해낸 도구들은 과거 사람이 직접 손으로 수행하던 측정에 비해 실험의 정확성 및 효율성을 크게 높여주었다. 따라서 그의 발명품들은 훅의 죽음 이후에도 계속 쓰였다. 이처럼 활발한 연구와 활동을 하던 로버트 훅은 1678년 왕립학회의 회장이 된다.

### 훅에 대한 묘사
훅에 대한 묘사는 여러 가지 측면으로 이루어지고 있다. 일반적으로 대부분의 과학사 책들은 타고난 실험 과학자였고, 하루에 3, 4시간 밖에는 자지 않고 깨어 있는 동안에는 항상 실험 장치들을 주물럭거리고 수많은 실험을 수행하여 매우 폭이 넓고 다양한 이론들을 만들며 일생을 보낸 건강하지는 않았지만, 창의적인 과학자라고 하고 있다. 하지만 그는 약간 조급한 성격이어서 자기의 창의적 생각들을 깊이 있게 완성하지 못했고 남들의 비난을 참지 못했으며 논쟁도 잘 견디지 못했다고 한다.
하지만 이와 다르게, 훅과 함께했던 존 오브리는 1680년에 훅을 다음과 같이 묘사하였다고 한다.
“중간 정도의 키에 약간 구부정하고, 얼굴은 창백했으며, 얼굴 아래쪽은 작았지만, 머리는 컸다. 눈은 부리부리하며 앞으로 튀어나왔고, 원기가 없었다. 그리고 회색을 띠고 있었다. 그의 머리카락은 갈색으로 가늘었으며 촉촉했고, 고수머리였다. 그는 한결같이 온화했으며, 과식하지 않고 항상 적절한 양으로 식사를 했다. 비범한 창조적 두뇌의 소유자였던 만큼, 그는 높은 미덕과 친절함을 지닌 사람이었다.”

### 로버트 훅의 과학철학적 사상 - 과학과 기술의 관계
훅의 접근법들은 기존 아리스토텔레스식의 중세의 자연 철학적에서 현대적인 시각으로의 과학으로 가는 데 지대한 영향을 미쳤다. 그의 실험들은 여러 분야에서 최초인 것들도 있으며 다양한 실험 기구들을 고안해 내기도 한다. 훅은 기술은 과학 없이 진보될 수 있어도 과학은 기술 없이는 진보되지 못한다고 생각을 하였으며 좀 더 정확한 기구(예를 들자면 측정에 있어 더 정밀한 기구 등)를 만들어 내는 것을 중요하다고 생각했다. 그래서 로버트 훅은 기상학의 발전에 지대한 영향을 미친 기압계, 로버트 보일과 공동 연구하여 발명하였고, 동시에 보일의 법칙의 발견에 큰 공로를 한 공기 펌프(Air-pump) 등의 실험 기구들을 적극적으로 고안해 내었다.

## 과학에 대한 기여

### 현미경학

#### 로버트 훅과 현미경에 대한 오해와 진실

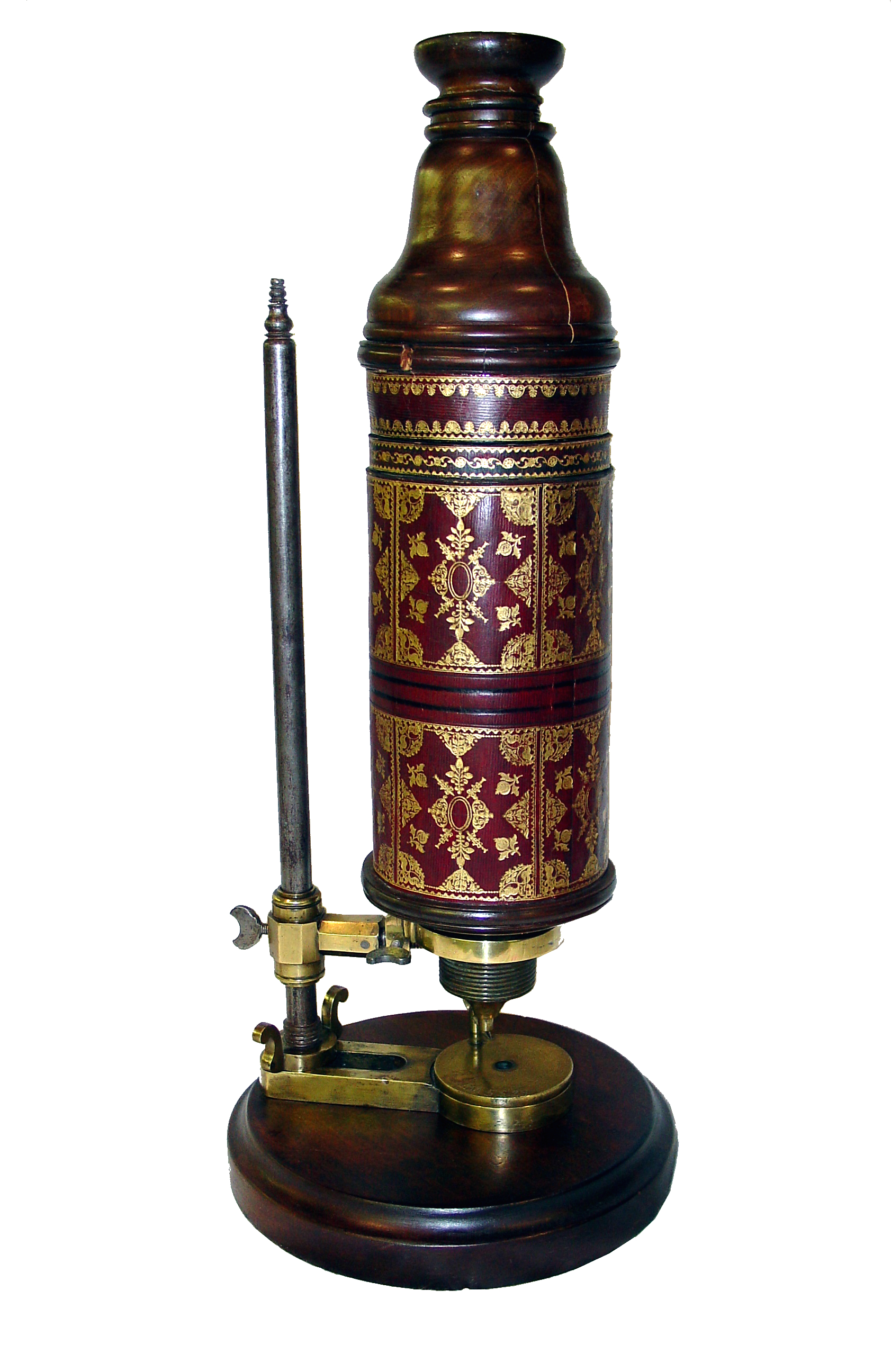
로버트 훅이 사용했던 현미경이다.

많은 사람이 로버트 훅을 일컫는 말로 현미경을 최초로 사용하고, 발명한 사람이라는 표현을 쓰곤 한다. 하지만 실제로 그것을 사실이라고 할 수는 없다. 많은 사람이 로버트 훅 이전에도 현미경과 유사한 도구를 사용하여 관찰하였기 때문이다. 실제로 로버트 훅 이전에 마르첼로 말피기(Marcello Malpighi)는 피의 순환과 관련하여 현미경과 비슷한 새로운 장치를 사용하기도 하였다. 또한, 네덜란드의 포목상이었던 안톤 판 레이우엔훅도 현미경을 사용하여 세상을 놀라게 한 많은 관찰을 하곤 하였다. 그의 장비는 길고 가느다란 금속대에 끼운 매우 작고 볼록한 렌즈들로 이루어져 있었고 눈을 고정할 수도 있었다.

물론 이렇게 예전부터 이루어져 왔던 현미경을 이용한 관찰이 존재함에도 불구하고 로버트 훅이 주목받는 이유는 따로 있다. 로버트 훅이 현미경학에서 중요한 역할을 하는 이유는 레이우엔훅이 비전통적인 기법과 장비를 사용한 것에 반해 로버트 훅은 현미경학의 발전의 흐름을 주도하였고 물체를 확대하기 위해 전보다 더 많은 수의 렌즈를 이용하여 복합현미경을 발명해 냈기 때문이다. 그리고 그것에서 나온 관찰의 결과물은 모두 하나의 책으로 엮어내게 되며 그것이 바로 마이크로그라피아이다. 하지만 실제로 이 책에 실린 그림들은 예전 웨스트민스터 공립학교에서 만났던 친구인 크리스토퍼 렌(Christopher Wren)이 그렸다고 한다.

#### 현미경의 개량
로버트 훅은 마이크로그라피아(Micrographia)와 관련하여 현미경을 개량하기도 하였다. 그는 현재의 광학 현미경과 비교해도 손색이 없을 정도로 현미경을 잘 만들었다. 그는 눈과 접안렌즈의 일정한 거리 유지를 위해 눈을 갖다 댈 수 있는 부분을 만들었다. 또한 경통을 분리하고 기울어지게 만들었다. 그리고 경통에 중간렌즈를 넣었는데 이는 색과 모양이 일그러지는 주요한 원인으로 작용하기도 하였다. 그래서 그가 개발한 시스템이 바로 빛을 조절하는 조리개로 그것을 통해 빛을 조정하였다. 그뿐만 아니라 물이 담긴 플라스크를 이용하여 램프에 빛을 모았다고 한다.

### 광학
로버트 훅은 아이러니하게도 흔히 뉴턴의 고리라고 불리는 것을 발견해 낸 사람이다. 훅은 얇은 물질 막이 만들어내는 색의 패턴들의 성질을 연구하였고, 그런 현상은 두 개의 층에서 반사된 빛 사이에서 발생하는 간섭 때문에 일어난다고 주장하였다. 이 과정에서 훅은 두 장의 유리판을 약간의 각도를 유지하여 접근시키면서 빛이 색을 띤 둥근 고리 모양을 이루도록 하였다. 그러나 이 현상은 ‘“뉴턴의 고리”‘라고 알려지게 되었으며 이것은 뉴턴이 역사 다시 쓰기에 얼마나 성공했는지를 잘 보여주는 징표이기도 하다. 빛에 대한 훅의 관점은 호이헨스의 압축파를 따르는 것이 아니라 상하로 진동하는 파동이라고 주장했다.
하지만 훅은 데카르트, 하위헌스와 같이 물체 내 입자들의 연속적인 진동을 통해 빛이 전달된다는 개념을 기초로 빛의 굴절을 해석하였고, 그 결과, 잘못된 결론에 도달하였다.

### 천문학
천문학이야말로 로버트 훅이 다른 모든 학문보다 더 길게 연구하였던 학문이다. 그는 그레셤 대학교의 그의 사무실에 망원경을 설치하기도 하였으며 그가 건축가로서 가장 활발했을 때 역시 천문학적인 관찰과 함께였다.

#### 망원경에 관한 연구
로버트 훅은 망원경을 제작하는 데 힘썼으며 물체를 직접 보는데 연관되는 렌즈의 크기를 조정함으로 들어오는 빛을 극대화 시킬 수 있다고 하였다. 또한, 그는 그 과정에서 아이리스조리개와 비슷한 것을 발명해 내기도 한다.

망원경이 정확한 관측을 가능케 하는 장치로 확고한 지위를 굳히자마자, 훅과 플램스티드, 카시니 등의 과학자들은 좀 더 먼 항성들을 배경으로 가까운 항성들의 겉보기 편이를 검출하기 취한 측정을 시도했으나 실패하였다. 훅이 다양한 천체들까지의 거리를 잴 때 사용했던 방법은 시차 측정이었다. 그는 별의 위치에 대해 태양이 공전할 때 나타나는 상대적인 시차를 측정하여 별까지의 거리를 재곤 하였다. 그는 Gamma Draconis라 불리는 항성까지의 거리를 이 방법으로 측정하였다. 현재는 그의 측정은 부정확했던 것으로 알려졌다. 이것은 당시 시차각을 재는 기구가 정밀하지 못했기 때문으로 여겨진다. 추가로, Gamma Draconis는 1725년 James Bradley가 광행차를 측정하는 데 사용한 별이기도 하다. 천문학에 대한 훅의 기여는 천체의 거리 측정 외에도 많았다. 그의 저서 Micrographia에는 Pleiades 성운의 도식이 그려져 있다. 또한, 1664년에는 초기 쌍성계 중 하나인 Gamma Arietis를 관찰하였으며 혜성을 관찰하기도 했으며 행성에 대해 다양하게 관찰을 하였다.

#### 행성에 관한 연구

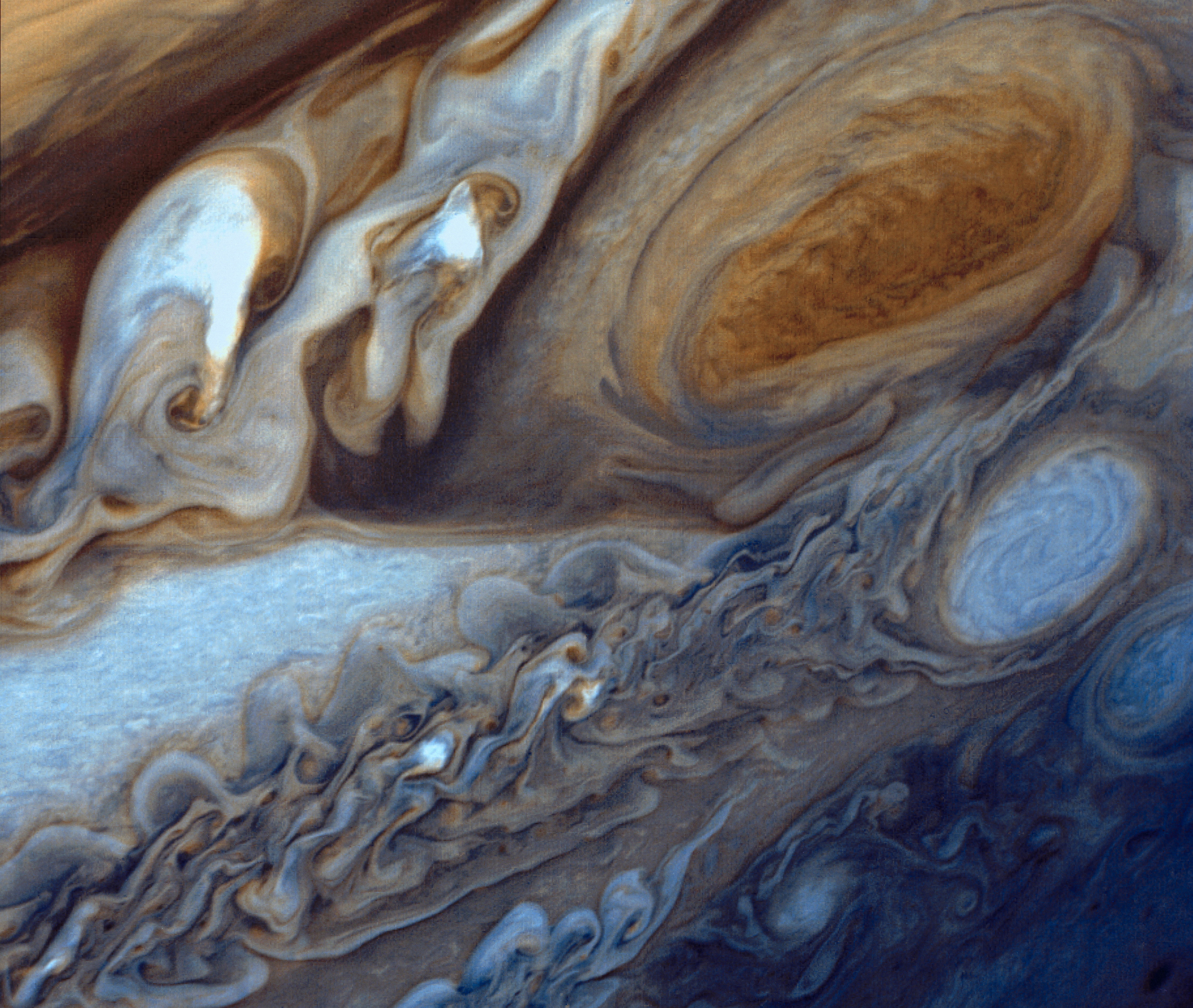
목성의 대적점

1665년 목성의 대적점(The great red spot of Jupitar)은 로버트 훅에 의해 발견되었다. 현재 많은 사람이 대적점은 1665년 프랑스의 천문학자 카시니에 의해 발견되었다고 하지만 이는 사실이 아니다. 훅은 개량된 광학 반사망원경을 이용해 1665년에 목성의 대적점을 기록하였고, 프랑스의 천문학자 지오반니 카시니(Giovanni Cassini)는 그것을 1666년 망원경을 통해서 관찰한 뒤 ‘목성의 눈 (Eye of the Jupitar)’이라고 이름 붙였다. 현재 훅이 발견한 대적점의 크기는 반경 24,000km에서 48,000m까지 변하는 거대한 태풍이라고 알려졌다. 그 크기는 19세기 말에 최고점을 기록하였다. 또한, 망원경을 통해 토성의 고리를 관찰하기도 하였다.

추가로 로버트 훅은 1665년 출간된 마이크로그라피아에는 그의 달에 대한 관찰 또한 포함되어 있다. 그는 크레이터에 대하여, 그리고 그것이 어떻게 생겨났는지에 대해 관찰을 한 것으로 보이며 생성 과정을 설명하기 위한 실험을 설계하기도 하였다.

#### 역제곱법칙의 발견
훅은 행성의 궤도에 대한 물리적인 해석을 원하였으며 실제로도 1662년 중력을 측정하는 장치를 고안하여 실험에 들어가기도 한다. 하지만 그 결과는 명확하지 않았다. 그러나 그의 결과는 그에게 1674년에 모든 물체에 대하여 중력이 작용한다는 것을 제안하도록 하였으며 그러한 중력의 효과로 인하여 궤도가 움직일 수 있으며 그것은 물체에 더 가까이 갈수록 세진다고 주장하였다. 1680년까지 그는 그것을 수정하여 역제곱법칙을 주장하기도 하였다.

### 지질학

#### 화석학
로버트 훅은 화석과 지질에 관해서도 많은 연구를 한 사람이다. 몇몇 화석들은 살아있는 동물과 식물과 닮았었는데 비해 다른 것들은 그렇지 않았다. 왜냐하면, 많은 동물이 이미 멸종해 있었거나 확인되지 않았었기 때문이다. 17세기에는 화석의 기원에 대한 수많은 가설이 등장했다. 그중 널리 알려졌던 한가지는 아리스토텔레스 때의 이야기인데, 화석은 지구 내부에서 생겨나고 자라난 것이라는 가설이었다. 모형을 만드는 힘 또는 ‘‘“Extrordinary Plastick Virtue”‘‘ 라고도 불리는 것이 살아있는 것처럼 모양을 만들어 낸다고 주장하였다.

그렇지만 훅은 1665년 화석이 지구 자체에 있는 일부 특별한 조형적 잠재력에 의해 형성된 돌이라는 개념을 과감히 부정하였으며 나무의 화석을 기술하고 석화된 물체에 대해 언급하면서, 그것들이 오랜 시간에 걸친 자연적 과정의 결과일 가능성이 있다고 주장했다.

또한 “대홍수, 대범람, 지진에 의해서든, 아니면 다른 수단들에 의해서든 어떤 조개껍데기가 그 자리에 내던져져 그곳에서 점토, 흙이나 암석 알갱이가 침전된 물, 또는 여타 물질로 채워진 뒤 시간이 지나면서 함께 뒤엉켜 굳어졌다”고 말하였다. 그 당시 그레셤 대학에서 행한 훅의 강연에서 그는 화석은 지구 표면에서 주요한 변화들을 포함하고 있다고 구체적으로 인정하였으며 이와 관련된 책은 그가 죽은 뒤 2년 뒤 출판되었다. (참고로 그 책의 이름은 Discourses of Earthquakes이며 뒤에서 다루어진다) 또한 그는 이렇게 말하였다.
“한때 바다였던 부분들이 현재는 땅이고, 산맥들은 평야로 변했고, 평야는 산맥으로 변했다.”

### 물리학

#### 훅 법칙

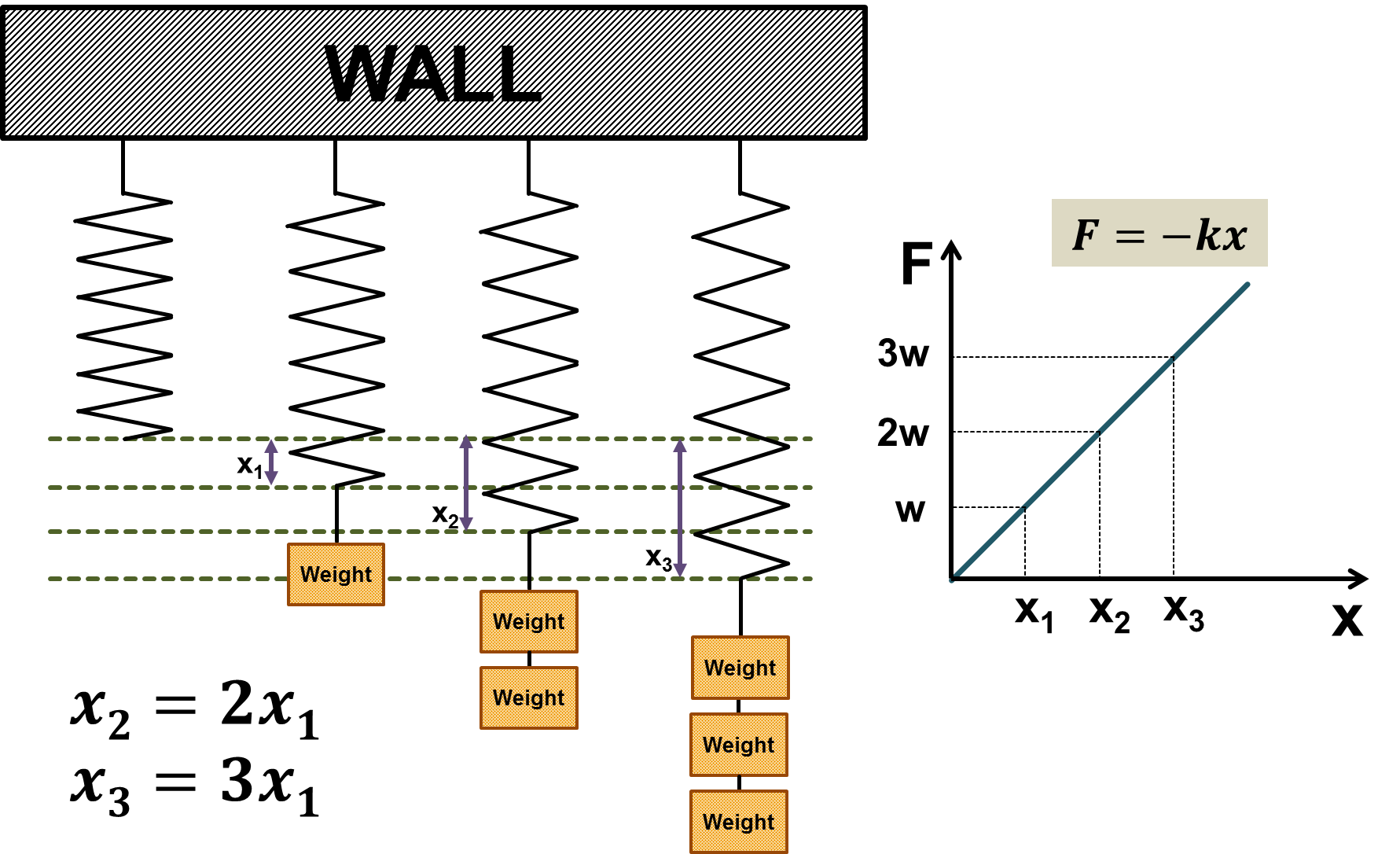
훅 법칙

훅 법칙은 고체에 힘을 가해 변형시킬 때, 힘이 어떤 크기를 넘지 않는 변형의 양은 힘의 크기에 비례한다는 법칙으로 고체역학의 기본 법칙 중의 하나이다. 이 법칙이 성립하는 한계를 넘어서면 탄성한계를 넘게 되는 것이고 물체는 탄성을 잃게 되는 것이다. 이 법칙은 1678년 로버트 훅이 늘어나는 용수철을 가지고 실험적으로 연구해 발견했다.

#### 열에 대한 관점
열 그 자체는 무엇인가? 이 질문은 16세기와 17세기에 걸쳐 과학자들이 그 답을 구하려고 애썼던 의문이었다. 로버트 훅은 열이 물질의 일부 진동에 기인한다는 진동론(vibration theory)를 선호하였다.

#### 행성의 궤도를 유지하는 힘의 원천
보렐리는 행성들이 여러 힘을 받지만, 그 힘들이 서로 평형을 이루기 때문에 행성들이 안정된 궤도상을 움직인다고 믿었다. 이 문제에 대해 훅은 진전시키려고 시도하였다. 훅은 태양이 행성들에 강력한 인력을 미칠 것으로 생각했지만, 그 힘의 정확한 수학적 표현(훅은 그것이 자력일 것이라고 믿었다)은 얻지 못했다.

#### 훅의 우주 체계
1674년 강연에서 그는 자신의 ‘세계(우주) 체계’를 이렇게 말했다.
"첫째, 모든 천체는 자신의 중심을 향하는 인력 또는 중력을 지니는데, 그런 힘으로 천체의 각 부분이 서로 뭉쳐 떨어져 나가지 않아 천체가 유지될 수 있을 뿐 아니라, 자신의 힘이 미치는 영역 내부의 다른 모든 천체를 잡아끈다. 두 번째 가정은 이렇다. 직접적이고 단순한 운동을 하는 모든 물체는 직선을 따라 계속 운동하려고 하지만, 실제로 여러 힘들이 가해지면 그 영향을 받아 원, 타원, 또는 복잡한 곡선 운동으로 전환될 수밖에 없다. 세 번째 가정은, 이런 인력은 그 물체가 자체의 중심에 가까워질수록 그 힘의 작용은 더욱 강력해진다."

이런 훅의 ‘가정들’ 중 두 번째는 현재 뉴턴의 운동 제 1법칙으로 알려진 것과 본질에서 같다. 세 번째 가정은 물체로부터 거리가 멀수록 중력의 크기가 작아진다고 틀리게 제안하고 있지만(사실은 거리의 제곱에 따른다) 혹은 곧바로 그 잘못을 바로잡았다.

### 기상학

훅의 관찰 체계에 관해 출판된 책

로버트 훅의 장비를 제작하는 데 능숙하였던 능력은 기상학까지도 영향을 미친다. 그는 지금은 친숙해진 시계 문자판 형태의 압력계, 풍속계, 개량된 온도계, 습도계 등을 발명하여 최초의 기상학자라고 할 수 있다. 그리고 그는 대기압의 변화와 기후의 변화 사이와 관계가 있음을 유추해 내기도 하였다.

#### Weather wiser
1663년 크리스토퍼 렌은 "Description of a weather clock"을 Royal society에 주었다고 한다. 훅은 신속하게 한 두 개 정도를 더 했다고 한다. 그 결과는 훅과 렌이 그 주제에 대해 추후 20~25년 넘게 의논되었지만, Hooke이 실질적으로 ‘weather wiser’를 만들었다고 한다.

#### Wheel Barometer
어떠한 출처들은 크리스토퍼 렌은 수은만을 사용하는 barometer를 제안했고 로버트 훅이 날씨 관측자들에 의해 쓰이는 첫 번째 실제의 도구 ‘wheel barometer’를 만들었다고 한다.

#### 그 외 기상학에서의 기여
훅은 왕립협회에 있으면서 많은 기상학에 관한 다양한 도구들을 만들었다. 리차드 월러의 책에서 인용하자면 "1683년 11월 14일, 훅은 공기의 속력, 바람의 속력, 바람의 세기에 관하여 한 축 위에 놓여있는 바람개비 4개를 측정하여서 움직이게 하는 것을 보여주었다. 그리고 바람개비들은 어떠한 기울기가 되어야 하는 지에 관해 연구했다."라고 말하고 있다. 이 풍속계는 훅에 의해 1667년 3월 12일에 느린 공기의 움직임을 더 잘 알 수 있게 하는 방향으로 수정되었다고 한다. 관찰에 대해서는 기상학에 관한 훅의 지식이 담겨있는 A method for making the history of the weather(1663, Hooke)은 최초로 간단한 날씨 측정에 관한 사용법을 포함하고 있다고 한다. 그리고 그것은 1663년 10월 7일 전에 왕립협회에 의해 읽혔다고 한다. Thomas Birch’s history of the Royal Society(Birch 1757)에서 인용하자면, "the president and Sir Robert Moray, and then to be registered and sent to the several persons who had been engaged in this work of observing the changes of the weather, as Dr. Power, Mr Beal etc"(이 책은 당시 기상을 관측하는 일을 하던 Power 박사와 Beal을 포함한 몇몇 사람들에게 보내졌다.)

### 화학

#### 보일의 법칙 정립

보일의 법칙

로버트 훅은 로버트 보일의 조교였으며 로버트 보일이 보일의 법칙을 정립하는 데 큰 도움을 주게 된다. 그는 앞에서도 언급되었듯, 장비를 제작하는 데에 능숙함을 보였으며 그를 통해 만들어진 공기펌프로 인해 보일의 법칙이 탄생할 수 있게 된다.

오른쪽에 보이는 그림은 일정 온도에서 부피와 압력은 반비례관계라는 보일의 법칙을 잘 보여주는 그림이다.

#### 연소에 관하여
로버트 훅은 연소실험을 통하여 연소와 호흡은 공기에서 ‘흡수’되는 무엇인가와 관련된다고 생각하게 된다. 물론 이것은 그 당시 훅이 얼마나 ‘‘‘산소’’’의 발견에 매우 가까이 갔는지를 보여주는 좋은 증거가 된다. 실제로 산소는 1세기 정도 후에 프리스틀리, 그리고 라부아지에에 의하여 발견되게 된다. 또한, 훅은 몸의 운동으로 생기는 열과 두 사물의 결합과 관련된 연소를 명확히 구분하기도 하였다. 이와 관련하여서는 훅의 독특한 실험 정신을 볼 수 있는데 그는 귀에서 통증이 느껴질 때까지 펌프질해서 밖으로 공기를 빼낸 방 안에 앉아있는 등 자신을 실험대상으로 삼기도 하였다.

### 건축학

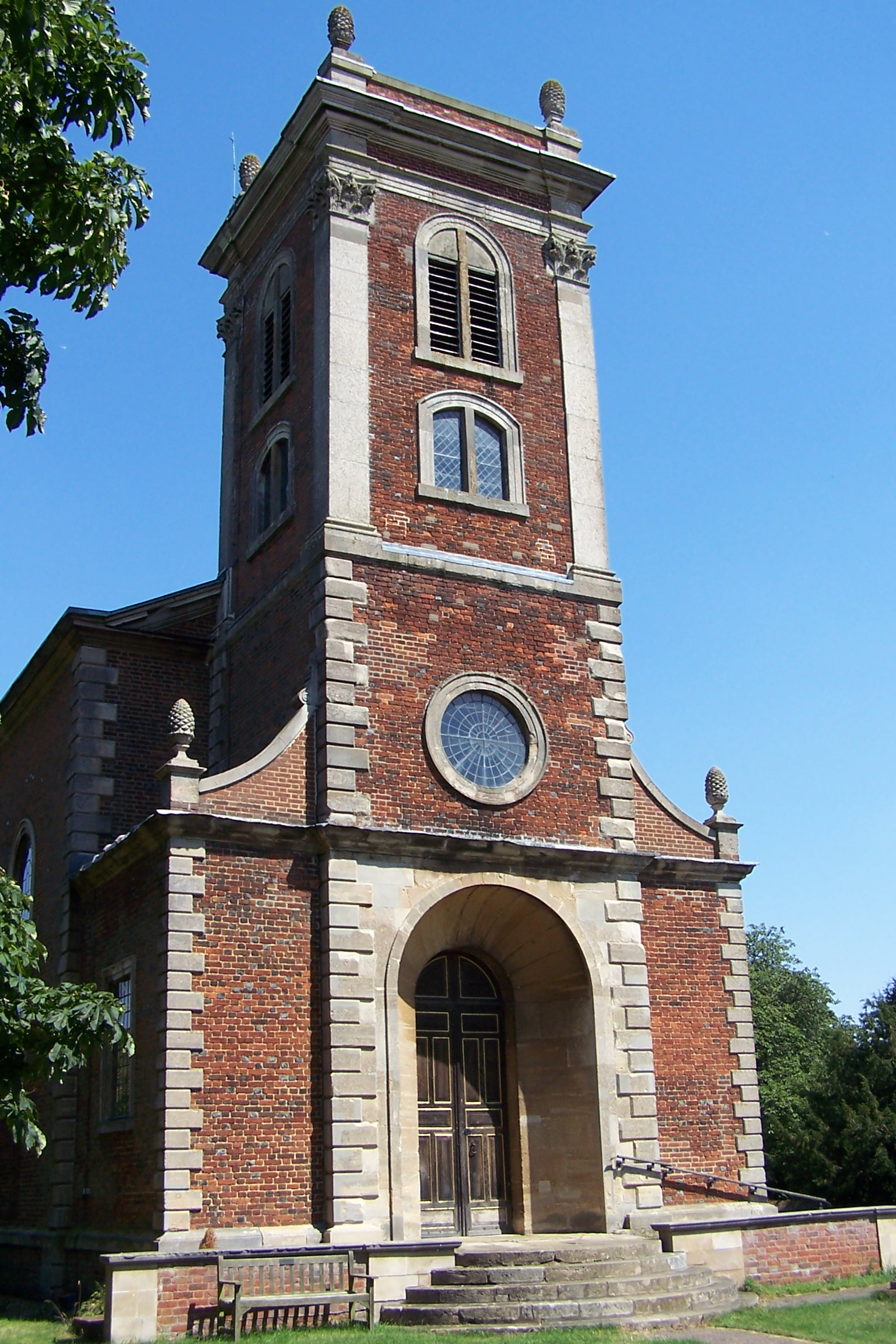
Willen Church

훅이 천문학 분야의 관찰에 대해 많은 이바지를 하였을 때, 그는 건축학 분야에서도 많은 활동을 하였다. 그는 그리니치 천문대(Royal Observatory at Greenwich)를 건설하는 데 관여하였던 사람 중 한 명이기도 하다. 그러나 그의 런던 전체 시의 건축의 감독관으로 있었던 것은 1666년의 대화재 이후이다. 그가 그렇게 될 수 있었던 것은 그의 유명한 파트너였던 크리스토퍼 렌(Christopher Wren)의 영향과 더불어 경계나 다리와 같은 주되지 않은 작업을 맡았기 때문이라고 한다.
그의 대표적인 건축물은 현재에는 3가지가 남아있다. 크리스토퍼 렌의 영향을 받아 훅이 만든 기념물, Warwickshire의 Ragley Hall, 그리고 자신의 웨스트민스터 공립학교 스승이었던 버스비를 기념하는 건축물인 Buckinghamshire의 Willen Church가 있다. 하지만 실제로는 그것보다 더 많은 건축물을 고안해 내기도 하였다.

### 심리학

#### 사람의 기억
훅의 잘 알려진 공헌 중 하나를 들자면 사람의 기억에 대한 과학적인 모델을 제시했다는 것이다. 1682년 왕립학회(Royal Society)에서의 훅의 강연에서 그는 주로 심리적인 영향을 띠던 모델과는 사람의 기억의 기계적인 모델을 제시했다. 이 모델은 부호화, 기억 가능한 용량, 반복, 검색, 망각 등으로 구성되어 있고, 현대의 것과 놀라운 정확성을 가지고 있다. 그의 모델은 거의 200년 후인 1919년, 1923년의 Richard Semons의 작업과 다양한 유사점을 공유하고 있는데, 로버트 훅과 Richard Semon는 모두 기억이라는 것이 물리적이고 뇌의 어느 부분에 위치한다고 하였다. 이 모델의 더 흥미로운 점 중의 하나는 주의와 다른 포괄적인 영향을 부호화한다는 것이다. 그 모델은 공명을 이용해서 대응, 신호에 따른 검색을 한다. 그것은 새로운 기억들을 설명한다. 그 모델은 모델의 가정으로부터 나온 반복, 프라이밍, 그리고 망각을 하는 법칙에 관해서 설명할 수 있는 하나의 시스템을 제안한다. 이 강의는 그가 죽은 뒤, 1705년에 출판되었고, 기억 모델은 전에 없이 빛에 대한 작업에 실렸다고 한다. 이는 이 작업이 포스트-뉴턴주의 시절의 과학에서 작은 묶음으로 재검토된 것으로 추측되고, 출판되었을 때의 시간으로 여겨진다.

## 주요 저서

### 마이크로그라피아 (Micrographia)

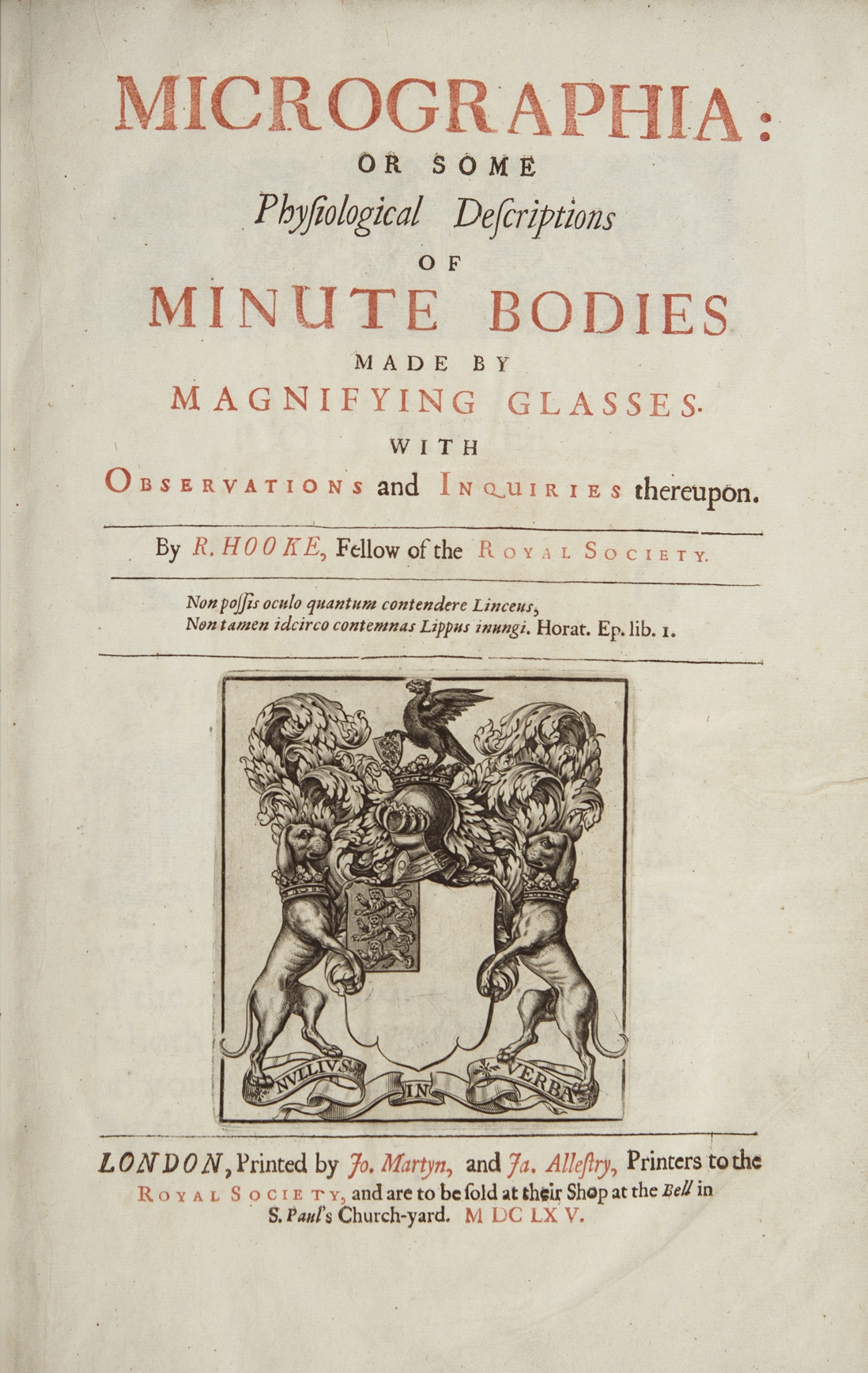
이 그림은 마이크로그라피아의 속표지의 그림이다.

로버트 훅의 대표적인 저서에는 마이크로그라피아(Micrographia)가 있다. 원래 제목은 ‘‘"Micrographia: or some physiological descriptions of minute bodies made by magnifying glasses : with observations and inquiries thereupon"‘‘이다. 이 책을 통해 로버트 훅은 생물학 분야에서 이름있는 사람으로 자리를 잡게 된다. 그리고 현미경학이 하나의 과학분과로 성장하는데 가장 크게 이바지한 책이라고 할 수 있다. 그는 당대 최고의 현미경과 조명시스템을 개발하였으며 관찰에 적용하였다.
"미세기하"라고 직역할 수 있는 마이크로그라피아는 로버트 훅의 현미경을 통한 관찰을 총정리해 담았다고 할 수 있다. 또한, 1665년 9월 출간된 책으로 왕립학회(Royal Society)의 주요한 출판이라고도 할 수 있다. 마이크로그라피아는 당시로서는 흔치 않게 영어로 쓰여 있었으며, 또한 매우 분명하게 서술이 되어 있었기 때문에 많은 독자가 쉽게 그 책을 읽을 수 있었다. 하지만 한편으로는 로버트 훅의 능력을 과소평가하는 사람들도 생겨나기도 하였다. 한편, 로버트 훅의 관찰에 따르는 많은 그림은 크리스토퍼 렌(Christopher Wren)이 그린 것이라고 한다.

이 책을 본 Geoffrey Keynes는 “과학의 역사에서 이제까지 출판된 것 중 가장 중요한 책”이라고 평했으며, 새뮤얼 피프스는 "내가 이제까지 본 책 중에 가장 독창적인 책”이라고 말하였다.

이 책은 갈릴레오 갈릴레이의 저서인 별들의 소식과 종종 함께 언급되기도 하는데 별들의 소식이 거대 우주 본성에 대한 사람들의 시야를 넓혀주었다면 마이크로그라피아는 미시세계에 대한 사람들의 시야를 열어주었다는 것에 의미가 있다. 또한, 이 책은 현미경을 이용하여 쓴 최초의 책이기 때문에 더더욱 의미가 깊다. 이 책에서 훅은 우리가 쉽게 관찰할 수 없던 생물(파리, 진드기 등)뿐만 아니라 무생물(눈이나 유리막대)에 대해서도 다루었으며, 책 제목은 “미시세계”와 관련되어있지만, 그는 달에 대해 관찰을 하기도 하였다.

오른쪽 그림은 마이크로그라피아의 속표지이다.

#### 수록 내용
마이크로그라피아는 총 60개의 관찰로 나뉘어 있으며 곤충에 대한 관찰뿐만 아니라 달 등을 비롯하여 많은 무생물에 관한 관찰을 담았다. 그가 이 책에 포함한 관찰을 나열해 보면 다음과 같다: 바늘이나 면도날의 끝, 비단, 유리막대, 부싯돌에서 발생하는 스파크, 금속과 그들의 색, 작은 모래, 요석, 다이아몬드, 눈(얼음), 석탄과 불에 탄 식물, 코르크(여기서 cell이라는 용어가 비롯된다.) 등의 무생물적인 요소에 대한 관찰이 1장부터 18장까지 이루고 있으며, 색이 변한 나뭇잎, 푸른곰팡이와 부패, 이끼, 해초, 로즈메리의 잎, 쐐기풀 등의 독성 식물, 귀리, tyme, poppy(양귀비) 등의 씨앗, 쇠비름 등에 대한 식물의 관찰이 19장부터 31장까지 주를 이루며, 물고기의 비늘, 파리의 눈과 다리, 날개와 깃털, 벌침, 달팽이의 이빨, 잠자리, 각다귀, 나방, 은색의 책벌레, 개미, 벼룩, 이 등 동물에 대한 관찰이 32장부터 56장을 이루고 있다. 또한, 나머지 57, 58, 59, 60장은 조금 특징적인 것들과 더불어 거시적인 것에 대한 것까지(Micrographia라는 이름과는 다르게) 설명하고 있다. 57장은 식초 속의 뱀장어 관찰로, 우리는 훅의 더욱 섬세한 관찰을 위한 행동을 엿볼 수 있다. 그는 실제로 곤충에게 술을 먹이는 등의 방법으로 그들을 움직이지 못하게 하였다. 58장은 공기라는 것에 대한 관찰이다. 나머지 59, 60장의 경우는 여러 가지 작은 별에 대한 관찰 그리고 달에 관한 관찰이 정리되어있다.
각각의 관찰은 글로 서술되어있는 것이 대부분이며 몇몇은 관찰에 대하여서는 정교한 그림이 그려져 있어 이해를 돕는다.

다음 그림들은 마이크로그라피아에 나오는 여러 그림으로, 큰 분류로 나눌 때 생물과 무생물에 대한 관찰로 나눌 수 있다.

Micrographia에 수록된 여러 그림
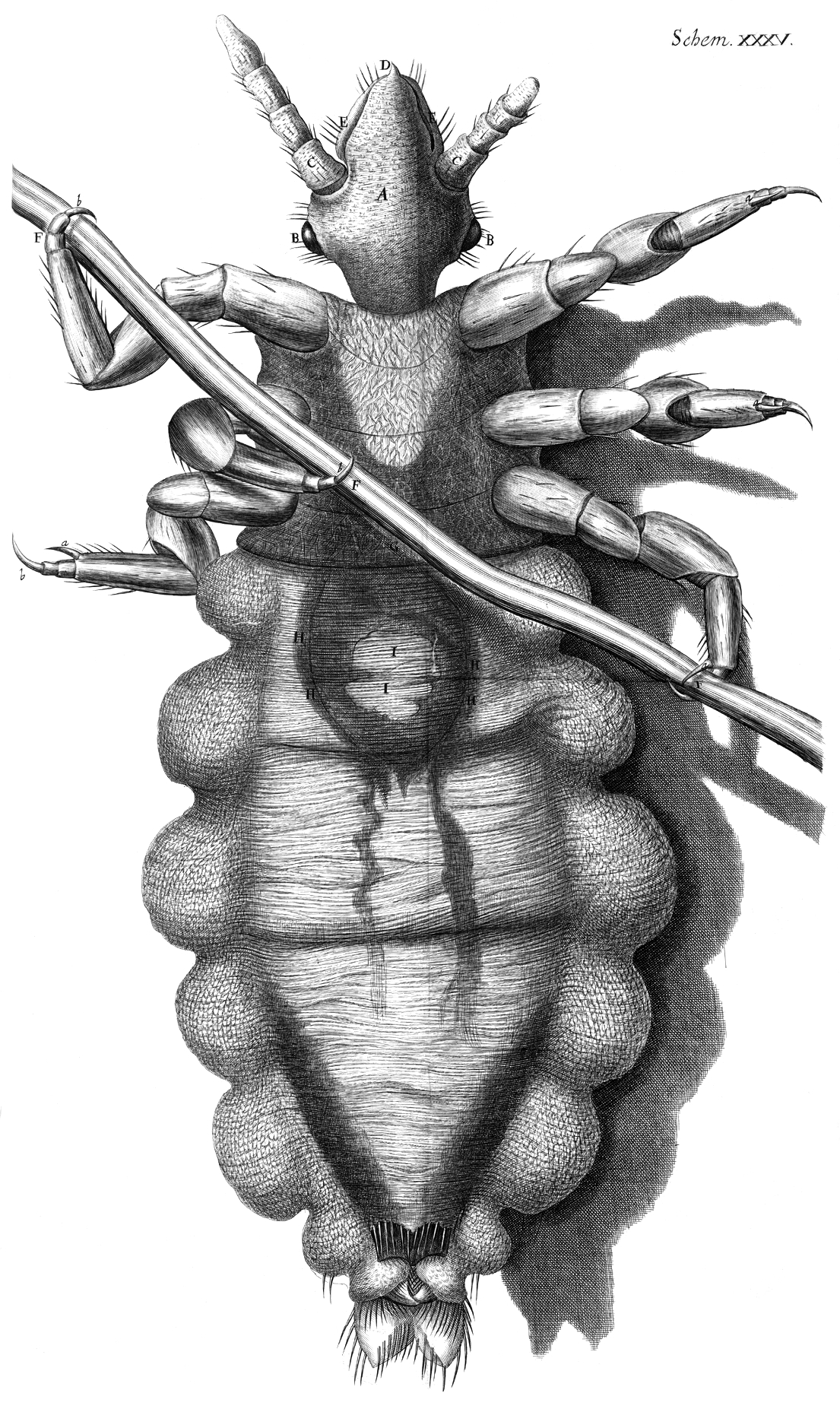
이에 관한 그림이다.
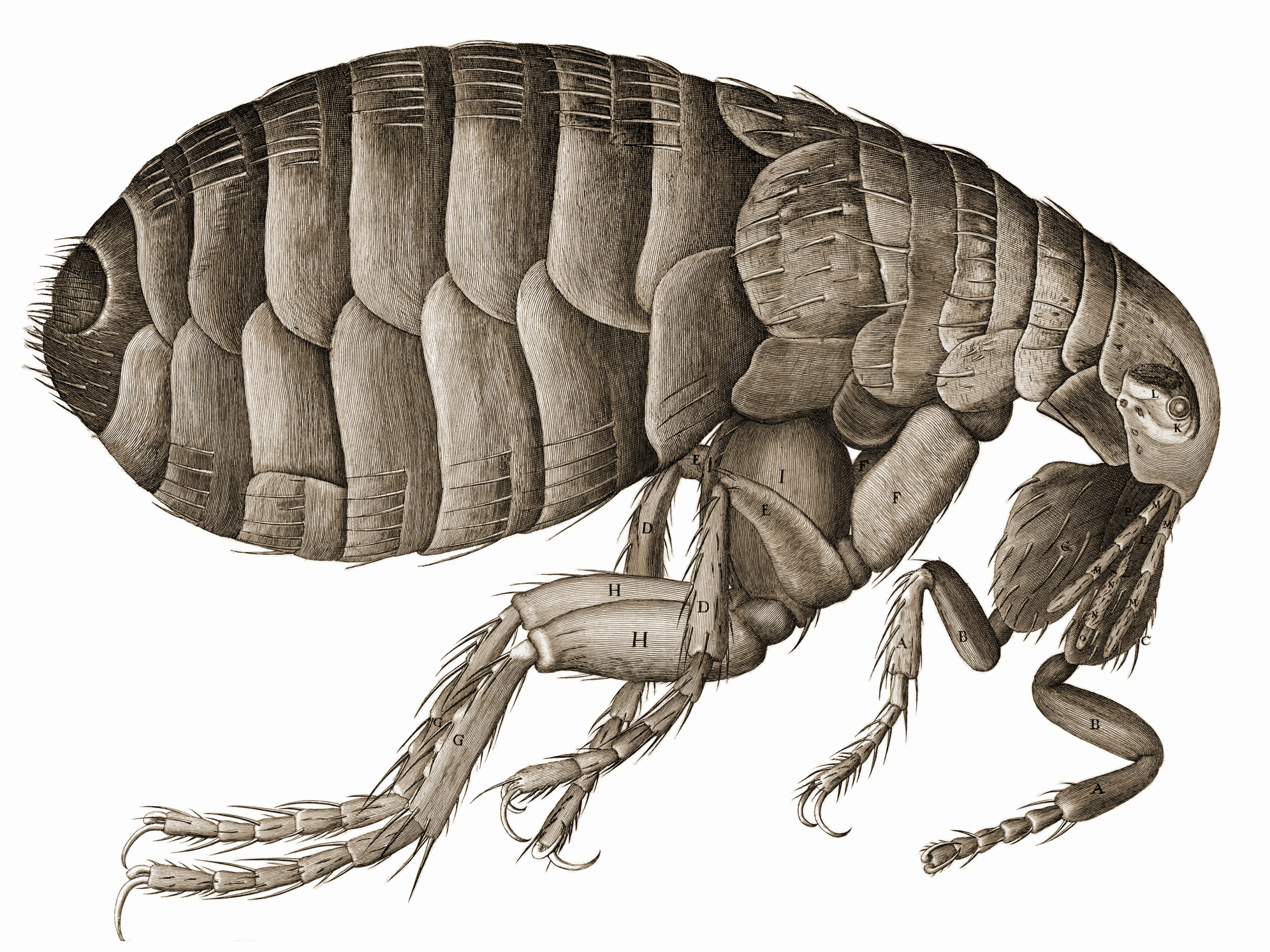
벼룩에 관한 그림이다.
파리에 관한 그림이다.
파리의 눈에 관한 그림이다.
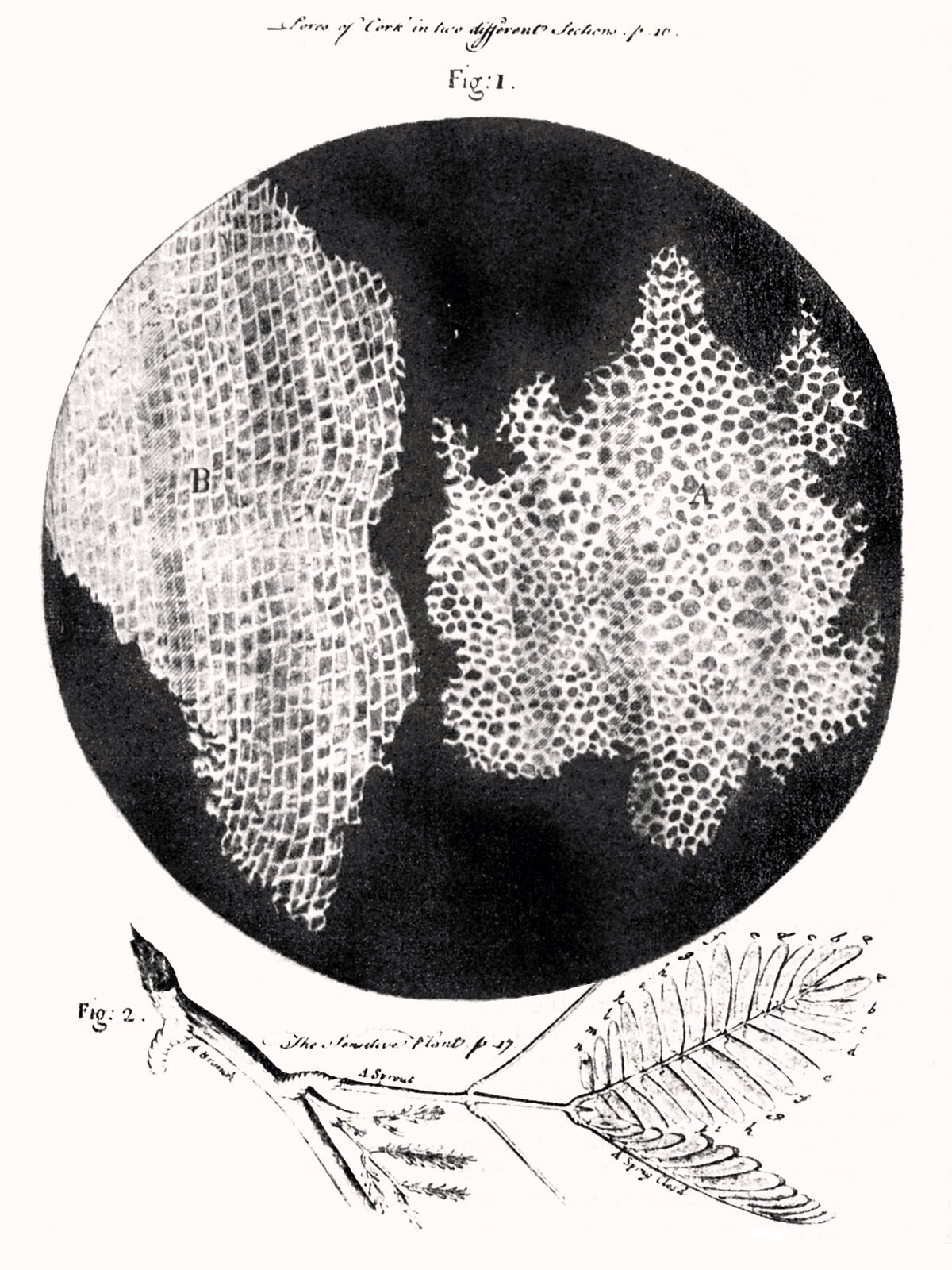
이 그림은 코르크에 대한 관찰을 나타낸 그림으로, 코르크의 얇은 조각이 벌집과 같은 형태임을 보고 "작은 방"이라는 뜻의 라틴어에서 "세포"(cell)라는 용어를 최초로 사용하게 된다. 실제로 그가 관찰한 것은 세포는 아니고 식물의 세포벽이었고 로버트 훅은 세포가 가지는 의미에 대해서는 잘 몰랐다고 한다.
진드기에 관한 그림이다.
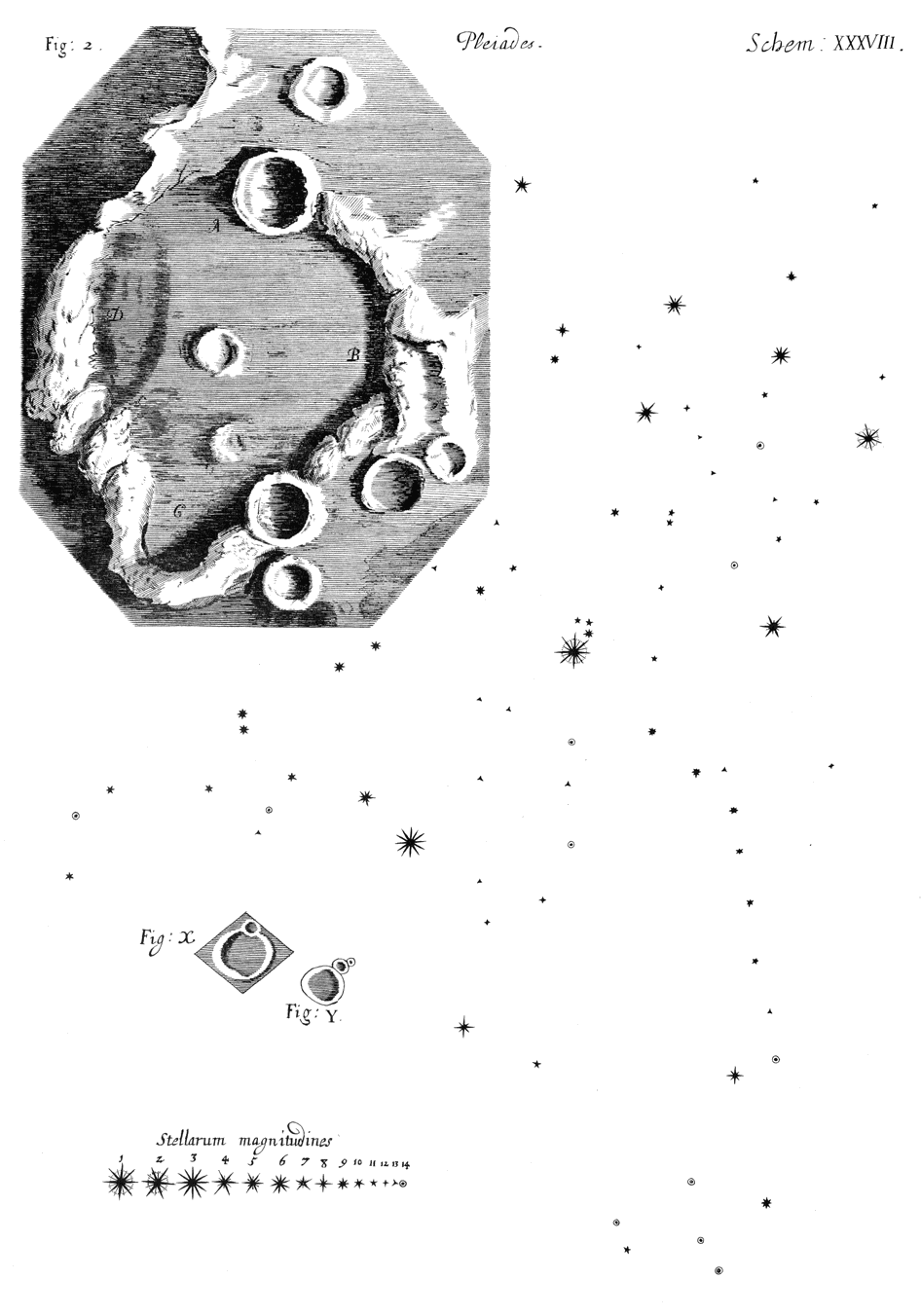
달에 관한 그림, 로버트 훅의 무생물에 대한 관찰을 보여준다.
눈의 결정구조에 관한 그림이다.
비단의 조직에 관한 그림으로 무생물적인 요소에 대한 그의 관찰을 보여준다.

#### 로버트 훅의 관찰
마이크로그라피아에는 로버트 훅의 관찰에 담긴 철학이 묻어있다. 로버트 훅의 관찰은 그의 관찰에서의 자세를 볼 수 있다. 그것은 바로 세심하고 정교한 그의 관찰로 ‘실천적 개입’을 하는 그의 모습을 볼 수 있다. 그는 관찰할 때 여러 곳에서 오는 빛에 의해 생기는 잔상을 경험했고 빛의 방향이나 다른 요소에 의해 관찰의 결과물이 달라질 수 있다는 것을 확인했다. 그러나 그는 빛을 일정한 방향에서 쏘아줌으로 이러한 잔상이 생기는 것을 막을 수 있었으며 객관적이고 공적인 관찰 형태의 결과물을 낼 수 있었다. 즉, 그의 실천적 개입을 위한 노력을 통해 단순한 관찰에 그치는 것이 아니라 좀 더 객관성을 띄고 있으며 다른 사람들이 볼 때 검사되고 비판되는, 그리고 첨부될 수 있는 결과물을 낼 수 있었다.

### Discourse of Earthquakes

Discourses of Earthquakes에 실린 화석들의 그림이다.

훅이 죽고 난 뒤 2년 뒤에 Richard Waller에 의하여 정리되고 출판된 “Discourses of Earthquakes”는 그의 지질학적인 관점이 후대에까지 미친다는 것을 보여준다. 이 책의 제목을 줄인 것이 바로 Discourses of Earthquakes이며 원래 제목은 ‘‘Lectures and Discourses of Earthquakes, and Subterraneous Eruption’’로 지진과 지구 표면에서 일어나는 일에 대하여 다루었다는 것을 알 수 있다. 또한, 이 책의 표지에서 로버트 훅은 "지구의 표면이 울퉁불퉁한 이유에 대한 설명(Explicating the causes of the rugged and uneven face of the Earth)과 어떠한 이유에서 조개껍질이나 다른 바다와 육지의 화석들이 전 지구영역에 걸쳐 분포하게 되었는지에 대한 이유를 제시한다. (and, what reasons may be given for the frequent finding of shells and other Sea and Land Petrified substances, scattered over the whole Terrestrial Superficies)"라고 언급하며 이 책이 무엇을 다룰 것인지 말하고 있다. 이 책은 총 25개의 lecture로 구성되어있으며 여러 가지 그림이 함께 언급되고 있다. lecture는 여러 연도(1668년부터 1694년까지 왕립학회에서의 강연)에 걸쳐서 이루어졌으며 그것을 정리한 것이다. 이 책에 대하여 출판자라고 말할 수 있는 Richard Waller는 "이런 가치 있는 논문을 접하게 되어 매우 기쁘다." 라고 서문에 표현하였다.
특히 그는 부정합에 대한 이해와 더불어 지구의 표면에서 일어나고 있는 순환에 대한 것들을 명시하기도 하였다. 로버트 훅은 레오나르도 다 빈치처럼 훅은 내륙지방의 산에서 발견되는 조개껍데기 화석의 존재성을 설명하며 이렇게 말하였다. "대부분 내륙지방은 물속에 잠겨있었으며 이러한 잠겨있던 부분들이 물의 표면 밖으로 나온 것”이라고 설명하면서 이러한 것이 일어나기 위해서는 큰 지진이 일어나야 한다고 주장하였다. 훅은 화석에 대하여 계속하여 다루면서 현재 살아있는 생물들과 비교하면서 화석에 대하여 지구상에 예전에 살았으나 지금은 살지 않는 것들이라고 표현하였다. 또한, 그는 많은 화석이 mass extinction되었다는 점을 들어서 현재의 진화와 비슷한 개념을 주장하기도 하였다. 그는 또한 퇴적의 과정에 대하여 (예를 들자면 부식이나 침전과 같은 것들) 설명하기도 하면서 입자가 점점 작아지는 과정에 대하여서 언급하기도 하였다.

### 그 외의 저서들

로버트 훅이 출판한(1667) 책인 Cometa의 표지이다.

로버트 훅의 저서는 매우 다양한 분야에 관여되어있다. 또한, 그 당시에는 책으로 출판하는 것과 논문을 출판하는 것은 크게 다른 일은 아니었기 때문에 앞으로 소개될 내용은 훅이 다루었던 과학적 내용에 대하여 출판된 것들에 대한 것이다.
- Cometa(1667년) : Cometa는 1664년 혜성이 로버트 훅에 의하여 관찰되고, 그 혜성이 1667년 두 번째로 나타났을 때 혜성에 대한 추정을 책으로 출판한 것이다. 훅은 그 책에서 혜성은 고체로 된 핵을 가지고 있으며 스스로 빛을 낸다고 기록했다고 한다.
- An Attempt to Prove the Motion of the Earth by Observations(1674년) : 이 논문에는 로버트 훅의 지구가 움직이는 방식을 관측을 통하여 증명하고자 하는 내용이 담겨 있다고 한다.
- A Description of Helioscopes(1676년) : 훅은 태양 관측용 망원경에 대한 논의라는 제목으로 원형 스프링에 대한 몇 가지 원리들을 해설한 논문을 출판한다. 하지만 불씨가 되어 올덴부르그와의 말다툼이 벌어지기도 하였다.
- 추가로 1672년 훅은 빛의 회절에 관한 논문을 내기도 하였으며, 그 내용은 뉴턴과는 사뭇 다른 내용이었다.

## 로버트 훅의 과학 방법
훅은 젊었을 때 옥스퍼드에서 베이컨을 읽고 그의 열렬한 제자라고 선언했다. 그에 따라 훅은 베이컨주의의 영향을 받았다. 휴월이 지적했듯이 훅의 방법은 베이컨의 '새 기관'을 그 시대에 적용하려는 시도였다.
마이크로그라피아의 여기저기서 훅은 역학 연구에 적절한 공리와 이론을 제기하는 방법을 암시했다. 1705년에 나온 훅의 사후저작에는 “자연철학의 현상과 그 결함이 실험하고 관찰을 수집하는 방법적 절차에 의해 어떻게 치료될 수 있는가에 관한 일반적 도식 또는 관념”이라는 논문이 들어있다. 그것은 베이컨에 관한 가장 훌륭한 주석서라고 불리는데, 여기에 그가 보편적 귀납력이라고 주장하는 철학적 대수(philosophical algebra)라는 신비로운 말이 나온다. 철학적 대수는 철학적 진리를 탐구하는 데로 마음을 인도하는 방법이다. 그 내용은 베이컨의 방법과 비슷하나 자료수집보다는 질문에 답하는 실험을 강조하며 연구자는 해결을 가능하게 하도록 이미 알려진 가설에 능해야 한다고 충고하고 있다. 그다음 체계적으로 수집된 자연사를 기초로 공리를 제기하는 방법을 말한다. 끝으로 훅은 역사에 따라 피상적 원인을 발견하는 것과 철학적 대수가 필요한 물체의 더욱 깊은 조직과 운동의 발전을 대비시킨다.
훅은 공리에서 실험으로, 실험에서 공리로 진행하는 것에 관한 깊은 연구와 추론이 필요하다고 하면서 공리를 제기하는 방법과 충분한 자료 재고로부터의 연역에 언급하고 있다. 대수에 대한 설명은 없으나 마이크로그라피아와 시계의 용수철 달린 평형바퀴의 발명에서 그 방법의 이용이 문제가 된다. 또한, 훅은 마이크로그라피아에서 관찰 실험의 체계적 수집을 찬양할 수 있었다. 그의 방법은 극단적 베이컨주의처럼 보이지만 실제로는 엄격하게 실험에 바탕을 두지 않은 가설을 사용했다. 그는 왕립학회가 독단을 피하고 충분한 근거가 없고 실험으로 확인되지 않은 가설을 옹호하지 않음을 높이 평가한다. 그러나 그는 자신이 마이크로그라피아에서 이 규칙을 지키지 않았음을 인정한다. 1660년대 초 훅이 왕립학회에 내놓은 논의에는 실험하는 방법에서 더 나아가 이론을 세우는 방법을 찾아볼 수 없다. 그런데 마이크로그라피아에는 자연 전체를 이해하는 공리체계의 구조에 관한 대담한 사변이 있다.
뉴턴은 실험, 관찰로부터 원인을 비논증적으로 귀납하는 것을 분석이라 하고 원인으로부터 연역에 의해 현상을 설명하는 것을 종합이라 했다. 그러나 훅은 이 문제를 정반대로 이해했다. 곧 그는 분석적 방법을 원인에서 결과로 가는 것으로 보았다. “그것은 사물을 이미 된 것, 알려진 것으로 생각한다. 곧 찾아진 것, 발견된 것이다. 이것은 가장 높은 것, 가장 일반적이고 보편적인 원리 또는 사물의 원인에서 시작해 더욱 특수하고 종속적인 것으로 가지를 쳐 나간다.” 한편 종합적 방법은 실험적 탐구에 더 적합하다. 그것은 정당한 과정에 의해 결과에 관한 참된 정보로부터 그 즉각적 원인을 찾아내고 점차 더 높고 더 먼 효과적인 원인과 힘으로 나가 그 단계들을 가장 낮고 더 즉각적인 결론 위에 세운다.
훅의 초기 대수는 가설에 도달하는 방법보다 가설의 연역적 검증에 관심을 둔다. 따라서 그것은 엄밀하게 발견의 방법이 아니었다. 가설로부터의 연역을 강조했다 해서 훅을 데카르트주의자라고 할지 모르나 연역적 검증의 요소는 베이컨에게도 있었다. 요컨대 베이컨의 방법도 훅의 방법도 현상에서 가설로 가는 귀납기계가 아니었다. 헤시에 따르면 베이컨의 방법은 단순히 제거하는 귀납이 아니라 형상의 본질에 관한 가설이 선천적으로 표용된다.

훅은 자신의 과학 방법을 다음과 같이 표현하였다.
“사실 자연의 과학은 이미 충분히 오랫동안 두뇌와 공상의 작업만을 수행해왔다. 이제는 물질과 명백한 것들에 대한 관찰의 평범함 과 건전함으로
되돌아가야 할 바로 그때다."
“손과 눈에서 시작해 기억을 통하고 이성에 의해 계속되어야 한다. 그리고 다시 손과 눈으로 나와야 한다.”
이는 그의 과학 방법에 대한 사상을 대변해주는 말이다.

## 다른 과학자들과의 관계
로버트 훅은 많은 과학자와 동시대의 사람이다. 그는 우리가 소위 말하는 ‘뉴턴 혁명’ 대의 사람이며, 그에 따라 많은 과학자와 연관성이 있다. 우선, 훅이 태어난 해에서부터 우리는 유명한 사람 한 명을 찾을 수 있는데 1635년, 훅이 태어나고 7년 뒤에 죽은 갈릴레오 갈릴레이이다. 그 외에도 수학자 존 윌킨스(John Wilkins), 경제학자이자 발명가였던 윌리엄 패티(William Petty) 천문학제 제러미 호록스(Jeremiah Horrocks), 왕립학회 최초의 두 천문학자였던 존 플램스테드(John Flamsteed)와 에드먼드 핼리, 프랑스의 천문학자 카시니(Cassini) 등이 있다.

그는 또한 수많은 과학자들과 관계를 맺고 협력, 또는 비판을 하기도 하였는데, 잘 알려진 바로는 로버트 보일, 아이작 뉴턴, 크리스티안 하위헌스, 안토니 레벤후크(Antony van Leeuwenhoek), 크리스토퍼 렌 등이 있다. 훅은 보일의 조교였고 뉴턴과는 많은 면에서 충돌을 하였던 사람이다. 이제 다음의 이야기들은 훅이 위의 5명의 사람과 관련이 있었는지에 대한 것이다.

### 로버트 보일과의 관계

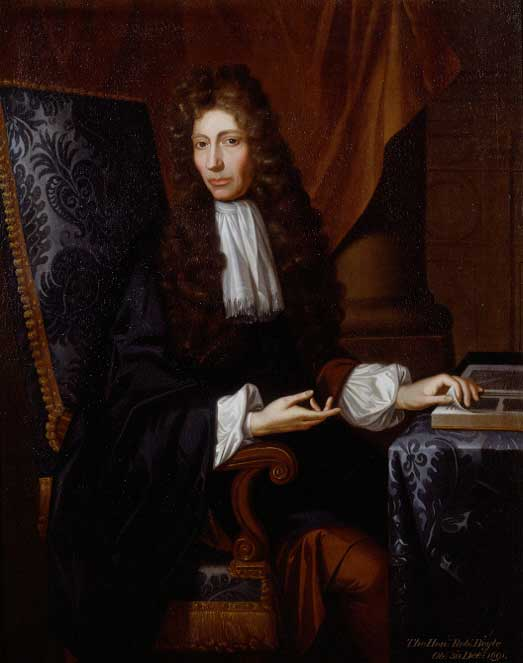
로버트 보일

신교 목사의 병약한 아들로 태어난 훅은 1653년에 옥스퍼드 대학의 기독교교회에 성가대로 뽑혀가게 되었다. 그 대학에서 훅은 과학에 비상한 관심을 가진 여러 사람을 만나게 되었다. 그들은 훗날 왕립협회의 설립자가 된 인물들이었다. 그중 한 사람이 로버트 보일이었다. 보일의 부친은 코크(아일랜드 남서부의 주) 최초의 백작이었고, 그는 학부생이었던 훅을 실험실 조수로 고용했다. 훅은 그의 장비를 잘 만들고 실험에 능숙하기로 유명하였으며 곧 많은 과학자 사이에서 인기 있는 조수로 손꼽히게 되었다. 그리고 보일과 함께할 때는 공기펌프를 발명하여 보일이 보일의 법칙(사진)을 발견해 내는 데 큰 일조를 하기도 한다.

보일이 훅과 함께 제작한 첫 번째 공기펌프, 이 도안은 1660년 New Experiments Physico-Mechanical에 처음 수록되었다.

훅은 보일과 함께 공동연구를 하면서 실험기구의 중요성을 크게 깨닫게 된다. 그리고 이것은 후일 훅의 수많은 실험기구의 발견에 큰 영향을 끼치게 된다. 로버트 훅은 로버트 보일과 함께 기체의 압력과 부피의 관계를 탐구하는 실험을 하기 위해 적절한 실험 기구를 고안해야 했다. 처음, 보일은 오토 폰 게리케(Otto von Guerike)의 실험 기구를 개량하여 사용하려고 했다. 하지만 그 기구는 당시 실험기구들의 고질적인 문제들을 몇 가지 포함하고 있었다; (1) 그것을 사용하기 위해 엄청난 양의 물이 필요하였다. (번거로운 절차가 요구되었다.) (2) 기구는 고체 용기로 구성되어 있었는데 어떤 관찰 기구나 추가적인 실험 용구도 그 안에 삽입될 수 없었다. (3) 보일은 당시 이렇게 묘사했다고 한다. "그 기구는 사용하기가 극히 어려웠다, 한 번 작동시키려면 장정 2명이 온 힘을 다해 몇 시간 동안 일을 해야 했다." 보일과 훅은 이러한 문제점에 당면하여 단점을 개량한 새로운 실험 기구 개발의 필요성을 절실히 느꼈다. 옆의 그림은 보일과 훅이 공동 개발한 첫 번째 기구다. 이 기구는 이후 그들의 43개에 해당하는 실험에 사용되게 된다. 기구는 크게 2가지 부분으로 구성되는데 각각 유리구(Receiver)와 펌프(Pumping apparatus)이다. 보일의 이 공기펌프(Air-Pump)는 당시에 새로운 실험을 대표하는 하나의 엠블럼(Emblem) 역할을 하였다. 화학자들의 증류기와 가열기의 발명 이후로 공기 펌프는 실제 실험에 유용하게 사용된 첫 번째의 ‘비싸고 큰 실험 기구’였다. 또한, 훅이 발명한 현미경과 이 공기 펌프는 함께 왕립학회에 비치되어 고위직에 있는 사람들이 왕립학회를 방문하였을 때 흥미 용도로 사용되기도 하였다. 일례로, 1661년 2월 덴마크의 대사가 왕립학회를 방문한 적이 있었는데 그는 보일의 공기 펌프를 이용한 실험을 관람하였다고 한다. 1667년에 마거릿 캐번디시(Margaret Cavendish), 즉 뉴캐슬 공작부인이 왕립학회를 방문하였을 때 비슷한 실험을 관람하였다. Pepys에 따르면, 당시 마가렛은 그 실험을 "실로 대단하다, 경이적이라는 말뿐이다"라며 극찬했다고 한다. 이처럼 훅과 보일이 공동개발한 실험 기구는 해당 실험의 정확성을 높여서 훌륭한 실험 결과를 끌어내는 데 크게 이바지하기도 했지만, 외부에 왕립 학회의 홍보 수단 중 하나로도 그 역할을 확실히 해냈었던 것이다.

#### 보일과의 공동연구
- 보일과 함께, 그리고 그가 개량한 진공펌프를 이용해서 훅은 오늘날 ‘보일의 법칙’이라 불리는 기체의 압력과 부피의 관계에 대한 법칙을 도출하는 데 크게 기여했다.[8]
- 보일-훅의 공동연구가 가져온 또 하나의 결과는 1661년에 보일이 출간한 회의적인 화학자(The sceptical chymist)와 생리학 에세이(Certain Physiological Essays)였다. 이 저서들은 물질이 ‘원자와 유사한’ 것으로 이루어져 있다는 이론에 대한 보일과 훅의 지지가 나타나 있다.[8]
- 보일과 훅은 헬몬트가 보여준 여러 가지 서로 다른 기체들이 존재한다는 사실을 기반으로 기체에 관한 연구에 뛰어들었고, 화약 속에 들어있는 초석(질산칼륨)이 물속에서도 타오르기 때문에 그 속에 공기가 하는 어떤 작용이 들어 있는 것이 분명하다고 주장했다. 실제로 그는 이 개념을 모든 연소체에까지 확장했고, 공기는 연소를 일으키는 용매(solvent)를 가지고 있다고 주장했다.[8]

### 아이작 뉴턴과의 관계

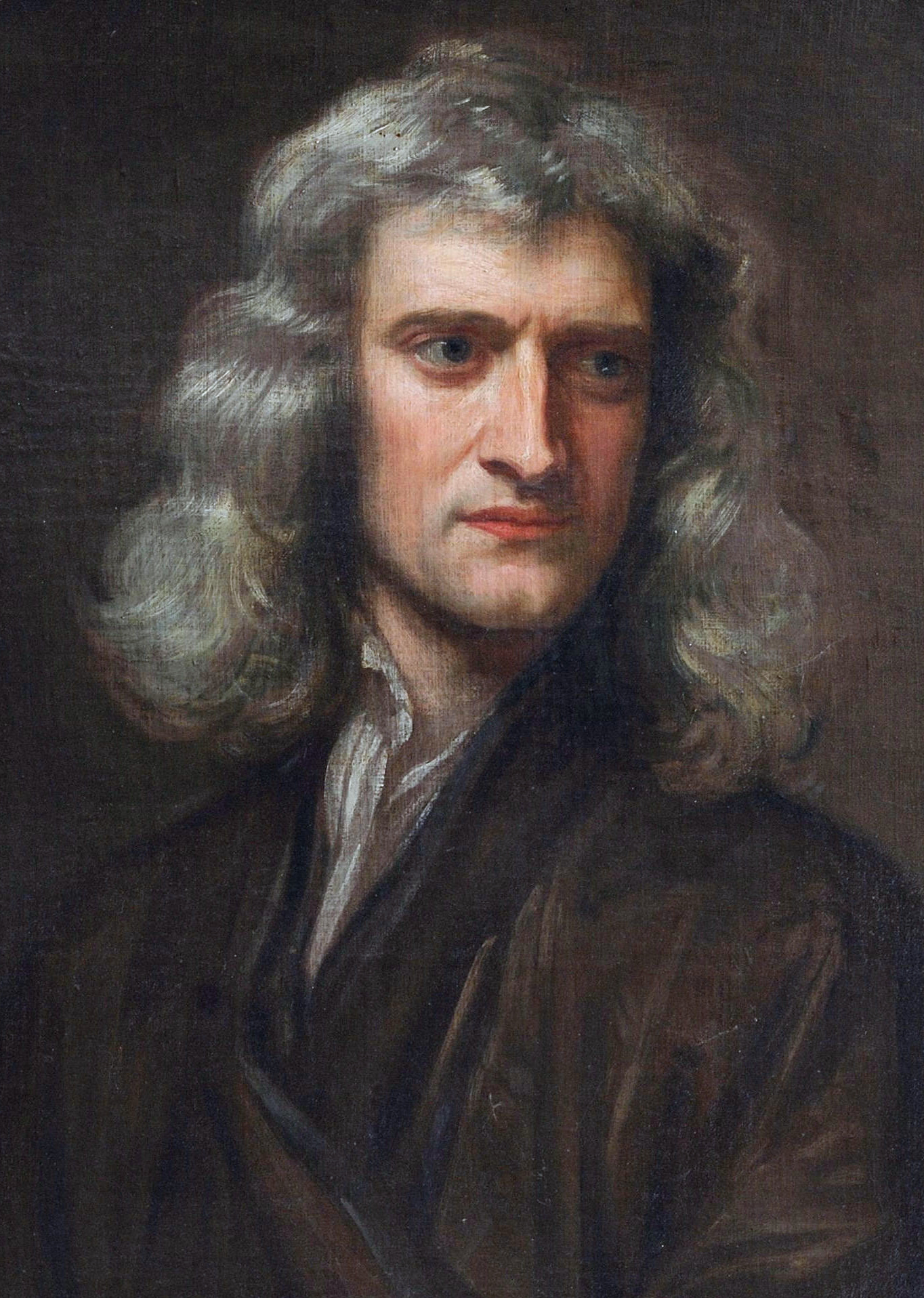
아이작 뉴턴

로버트 훅과 아이작 뉴턴은 그 당대의 많은 과학자(예를 들자면 에드먼드 핼리)와 비교하였을 때 탁월한 업적을 세웠다고 말할 수 있다. 하지만 훅이 세상을 떠난 후에 뉴턴이 스스로 역사를 형성하였기 때문에, 한쪽으로 치우치지 않은 역사학자라면 둘의 업적의 양을 비교하는 일과 중요성에 대하여 비교할 수 없을 것이다.
훅은 생애 대부분을 건강문제로 시달렸지만, 그가 발견한 것들은 정말 많았다. 그는 완성도가 떨어지기는 하지만 뉴턴보다 먼저 만유인력에 있어 역제곱법칙을 주장하였으며 천체의 운동이 역학적 문제임을 처음으로 밝혔다. 그는 자기의 조급한 성격 탓에 많은 창의적인 생각을 깊이 있게 완성하지는 못하였으며 남들과의 논쟁에서도 잘 참지 못하는 성격이었다. 또한, 불행히도, 뉴턴과 의견이 달랐기 때문에 그의 업적은 많은 부분에서 빛을 보지 못했다. 만약 뉴턴이 없었다면 훅은 뉴턴만큼 유명한 과학자가 되었을 것이다.
훅은 자신보다 7년이나 후배인 뉴턴에게 늘 비판적이었다. 그의 뛰어난 재능에 대한 질투심 때문이었는지, 훅은 뉴턴의 학회활동을 철저히 방해했다. 그는 일기장에 뉴턴이 죽었으면 좋겠다고 적나라하게 쓸 만큼 적개심을 가졌다. 그리고 뉴턴도 자신에게 적개심을 가지는 훅을 싫어하였다. 이에 따라서 훅과 뉴턴은 많은 논쟁을 하였다. 훅은 달과 같이 물체가 어떠한 궤도를 일정하게 유지하려면 안으로 당기는 힘과 밖으로 작용하는 힘 사이의 평형이 이루어져야 한다는 생각을 폐기하였다. 그리고 궤도 운동이 달이 직선으로 움직이려는 경향성과 달을 지구 쪽으로 잡아당기려는 힘의 합임을 깨달았다. 또한, ‘원거리 작용’이라 불리는 달이나 행성들을 잡아당기기 위해 빈 공간을 가로질러 닿는 중력의 개념을 가져왔다. 이 개념에 대한 의견을 뉴턴에게 물었지만, 뉴턴은 훅과의 관계를 맺는 것을 주저하면서 지구의 회전을 시험하는 방법을 제시하였다. 뉴턴은 물체를 떨어트렸을 때, 지구의 회전으로 인해 물체를 떨어트린 곳보다 지표면이 더 멀리 있지만, 각속도는 같기 때문에, 물체가 뒤로 떨어질 것을 예측하였다. 뉴턴은 편지 내용에서 훅과 관계를 맺는 것을 멀리하는 태도를 보였다. 또한, 자신이 쓰고 싶은 내용을 쓰지 못하고 철학에 대해 글을 쓰는 데 시간을 허비하고 있다고 하며 훅을 비꼬는 듯한 태도를 보이기도 하였다. 하지만 둘은 어쩔 수 없는 편지를 주고받음으로써 뉴턴과 훅은 자연 철학적인 토론을 하게 되었다. 그리고 서로의 오류를 비판하였다. 훅은 낙하 물체가 고체 지구를 저항 없이 뚫고 지나갈 수 있다고 가정하면, 낙하 물체의 올바른 궤적이 기다란 타원이 될 것이라고 주장했지만, 뉴턴은 지구 내부를 돌고 있는 물체는 어떤 궤적을 따르면서 점차 중심으로 접근하는 것이 아니라 무정형의 궤적을 보인다고 주장하였다. 이에 대해 훅은 뉴턴이 중심에서 모든 거리에 대해 같은 힘에 기반을 두었다고 하였고, 훅은 역제곱법칙을 뉴턴에게 소개해주었다. 이 편지는 1680년 뉴턴이 중력의 역제곱법칙을 따라서 행성들이 궤도를 이루고 있고, 혜성들이 따르는 궤도를 가지는지를 증명하게 하는 방아쇠 역할도 하였다. 뉴턴과 훅의 서로에 대한 적개심은 많이 나타나 있었다.
뉴턴은 1666년에 광학 실험을 시작했다는 문장에서, 그가 빛에 관한 관심을 마이크로그라피아를 통해 가지게 되었다는 것이 나타나 있다. 하지만 뉴턴은 훅의 연구성과를 본격적으로 인용하지 않고, "훅 씨가 마이크로그라피아의 어딘가에서 두 개의 쐐기 같은 투명한 용기를 만들었다고 보고했던 예기치 않은 실험"이라는 식으로 참고 사실만 표현하고, 그 저작의 가치를 평가절하했다. 훅은 자신보다 나이가 적은 뉴턴에게 제대로 대접받지 못했다는 생각으로 친구들에게 항상 그 불만을 표출했다고 한다. 이런 예화는 이것뿐만은 아니다. 뉴턴이 프린키피아(Principia)를 출판했을 때, 훅은 중력의 법칙과 관련된 부분에서 자신의 선행연구(실제로 훅은 뉴턴보다 역제곱 법칙을 더 먼저 주장하였다.)가 충분히 인정받지 못한 사실에 대하여 적개심을 불러일으키게 된다.
그러던 중, 1703년 3월, 훅이 숨을 거두었다. 훅이 왕립학회(Royal society)에 있는 동안은 학회를 멀리했던 뉴턴이 왕립학회 회장으로 임명되었다. 뉴턴은 그때까지 쌓였던 원한을 풀기라고 하듯, 로버트 훅의 과학적 업적들을 모두 짓밟았다. 그가 쓴 논문, 직접 쓴 원고를 모두 소각시키기도 하였다. 또, 뉴턴이 왕립학회장으로 있을 때, 왕립학회를 크레인코트(Crane Court)로 이주를 하게 하였다. 그 당시 왕립학회 모임이 이루어졌던 방에는 초상화들이 걸려있었다. 그 때문에 그레셤 대학에서 크레인코트로 이주하는 과정에서 옮겨야 하는 초상화들이 많았다. 그 일은 세세하게 일을 진행하던 뉴턴에 의해 감독이 되었다. 이 과정에서 유일하게 볼 수 없게 된 초상화가 있었는데, 그것은 훅의 초상화였다. 훅의 업적은 뉴턴에 의해 많은 부분이 가려졌다. 또 한 가지 흥미로울 수 있는 사실은 로버트 훅이 죽고 난 뒤에서야 아이작 뉴턴이 자신의 광학 연구결과물인 "Opticks"를 출판해 내었다는 것이다.

### 크리스티안 하위헌스와의 관계
로버트 훅과 크리스티안 하위헌스가 인간적인 측면에서 어떠한 관계를 맺었는지는 알지 못하나, 로버트 훅의 영향을 받았음은 알 수 있다. 1690년, 크리스티안 호이겐스는 파동설을 설명하는 빛에 관한 논문을 출판하였다. 그 이론의 일반적인 아이디어는 1664년에 훅에 제안된 것이었다. 또한 하위헌스는 훅이 이전에 사용하였던 시계의 제작에 대하여 원형의 스프링을 사용하였다고 하며 그에 관련하여 논쟁하기도 하였다.

### 안톤 판 레이우엔훅와의 관계

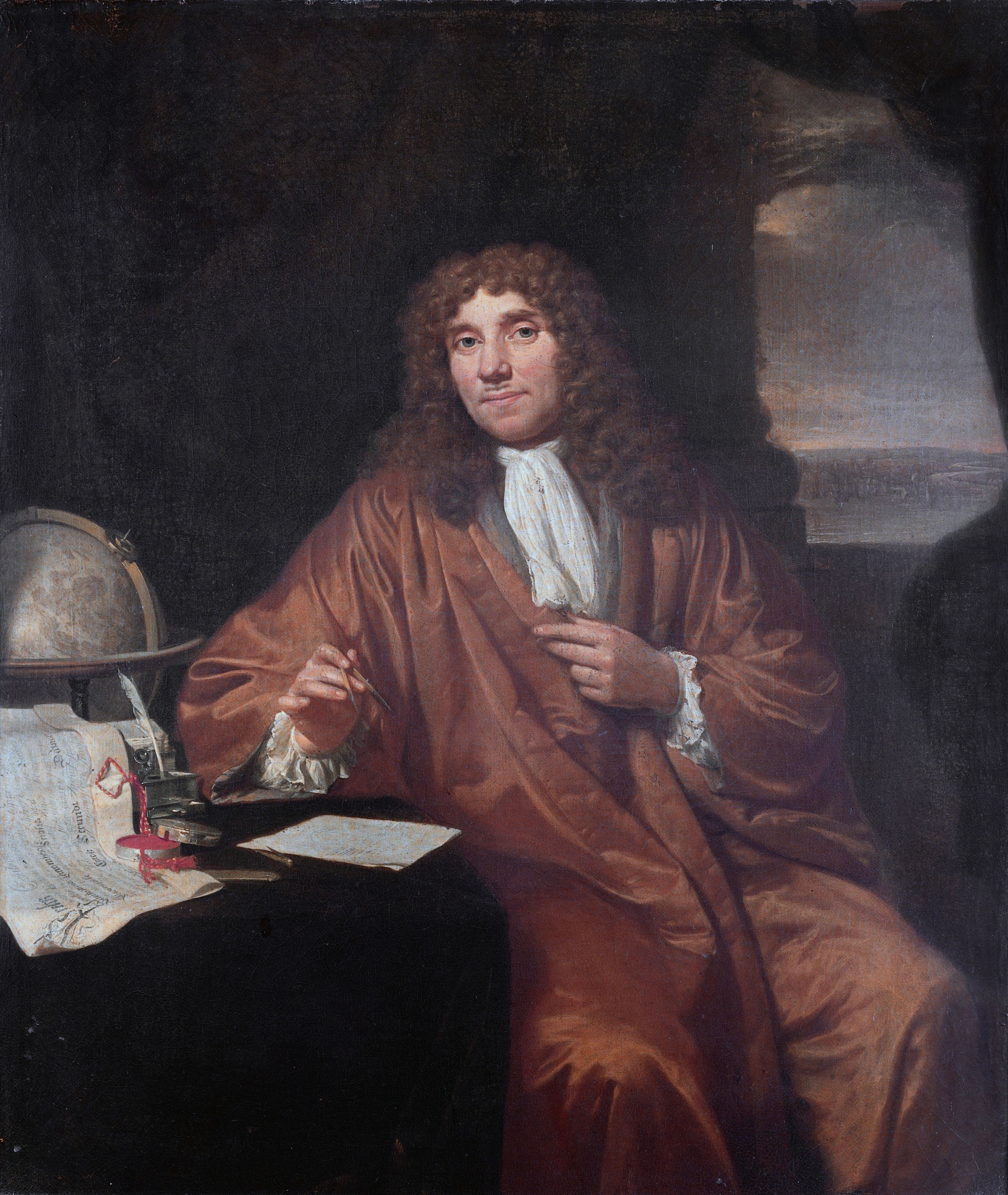
안톤 판 레이우엔훅

레이우엔훅은 실제로 정규 교육을 받지 못했다고 한다. 하지만 그가 현미경학이나 미생물학 등에 입문할 수 있었던 것은 로버트 훅의 도움이 컸다고 한다. 실제로 레이우엔훅은 훅보다는 7년 늦게 태어났으며, 같은 왕립학회 소속이었으나 교류가 없었다고 한다. 그러나 레이우엔훅이 훅의 영향을 받은 것은 명백한 사실이라고 할 수 있다. 그가 처음 로버트 훅의 마이크로그라피아를 접했을 때, 그는 깊은 감명을 받았으며 그 이후에 그의 현미경에 대한 연구는 빠르게 진행된다. 그리고 레이우엔훅은 더 좋은 현미경을 개발하는 데에 열중했다.
또한, 훅은 자신의 연구 결과에 대하여 의심을 받던 레이우엔훅에 대하여 그를 인정해 주기도 한다. 실제로 1676년 레이우엔훅이 물을 관찰하던 도중 매우 작은 생명체를 발견하게 되지만(인간이 발견한 최초의 박테리아라고 한다.) 그의 연구는 왕립학회에서 의심을 받게 된다. 그러나 훅은 레이우엔훅의 실험을 직접 해 봄으로써 레이우엔훅의 실험이 맞았음을 확인시켜 주기도 하였다.

또한, 1678년, 레이우엔훅이 “작은 동물들(little animals)”에 대한 관찰을 하고 결과를 작성하였을 때, 왕립학회는 훅에게 그것을 확인해 달라고 요청하기도 하였다.

### 크리스토퍼 렌과의 관계

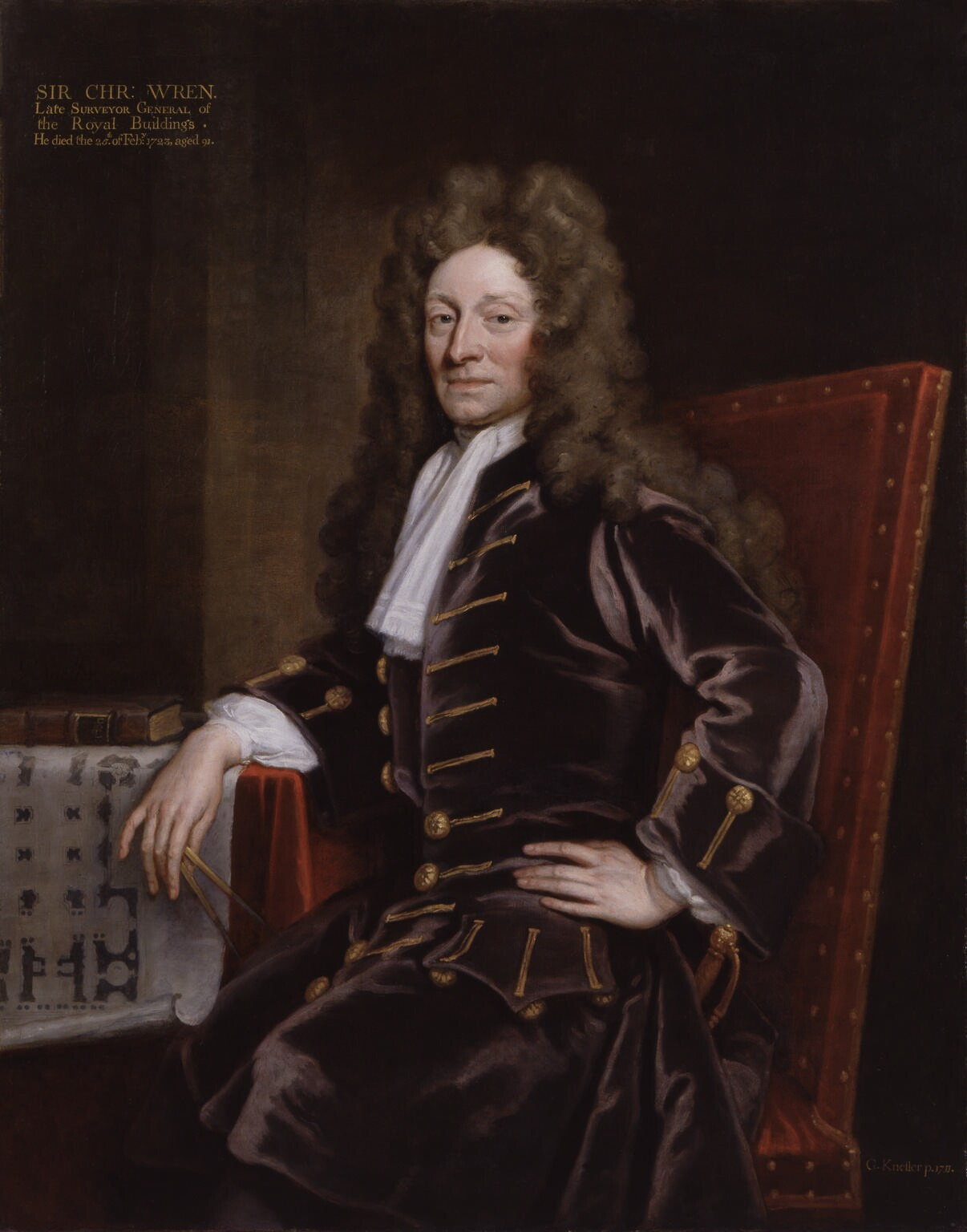
Christopher Wren

영국의 수학자이자 건축가, 천문학자인 크리스토퍼 렌은 훅과 많은 관계를 맺었다. 마이크로그라피아에 관한 부분에서도 언급되었듯, 그는 훅을 도와 Micrographia의 도판을 만들었다. 또한, 1632∼1723)이 1663년 12월 9일 영국학술
원에 제출한 〈날씨 자동 기록기의 기술(Description of weather clock)〉이라는 논문으로부터 시작된다. 실제로 그 논문의 “날씨 박식기(Weather wiser)”를 만든 사람은 로버트 훅이었다. 그 밖에도 렌은 런던의 대화재 이후 훅과 함께 도시의 공동 재건축 설계사로 지명되었고, 실제로 훅과 많은 건물을 설계하는 데 열정적으로 참여하였다.

## 로버트 훅의 재평가
그의 업적은 너무나 광범위해서 몇 가지 주요 분야에 집중해 그의 행보를 재평가하고자 한다.

### 광학
훅은 박막의 성질을 관찰한 결과, 빛깔이 주기적이라는 대담한 의견을 내놓았다. 그것은 획기적인 착상이었다. 그런데도 그의 관심은 양적인 데 있지 않았다. 그래서 측정을 하지 않았던 것인데 이 생각을 받아 막을 측정하는 장치를 하고 주기성을 사실로 확립한 것이 뉴턴이었다. 다만 분명한 것은 뉴턴의 혁명적인 빛깔 이론은 로버트 훅의 통찰력에서 나왔다는 것이다. 다음으로 뉴턴이 극복했다는 훅의 빛의 수정설의 정체가 무엇이냐가 문제가 된다. 하나는 아리스토텔레스의 빛의 수정설이라는 것이며 또 하나는 빛의 파동설에 포함된다는 해석이다. 어느 쪽이 맞든 간에 상관없이 로버트 훅이 빛깔 이론의 돌파구를 마련하였다는 데 이바지했다는 사실이 중요하다.

### 역학
행성들이 어떤 법칙에 의해 궤도에 붙어 있는가 하는 문제는 17세기 후반의 최대의 관심사였다. 많은 학자가 이 문제에 달려들었으나 해결의 실마리를 준 것은 훅이었고 최우의 승리는 뉴턴에게 돌아갔다. 훅은 인력의 개념을 가졌으면서도 어떤 물질에 특별한 힘의 개념을 버리지 못해 보편중력의 수준에 도달하지 못한 것이다. 훅의 제안은 원운동 일반과 특별히 천체역학에 대한 접근을 재정식화한 혁명적 통찰을 포함했다. 그는 원심력에 대해 말한 일이 없다. 그러나 훅은 궤도역학의 요소를 분명히 본 첫 번째 사람이었다. 직선적 관성의 원리를 인정한다면 궤도를 도는 물체는 중심으로 향한 어떤 힘에 의해 그 관성적 길로부터 계속 벗어나야 한다. 훅이 이러한 자신의 견해를 정식화하는 동안 뉴턴은 아직도 원운동을 원심력과 구심력의 균형에 의해 설명하려고 하였다. 이랬던 뉴턴에게 영감을 제공한 이가 바로 로버트 훅이었다. 그러나 안타깝게도 훅의 역학개념의 명료성과 분석력은 그의 직관적 통찰을 따라가지는 못했다. 그는 타원궤도의 동역학의 문제를 제기했으나 해결할 수는 없었다. 그의 역제곱관계 유도는 결함 투성이였다. 여기서도 독립적 통찰을 따라 정확한 양적 분석을 함으로써 빛깔 이론의 경우와 같이 관찰현상과 계산을 관련시키고 보편중력의 법칙을 증명한 것은 뉴턴이었다. 훅이 실패한 데서 더 나은 수학자 뉴턴이 성공하였다.

### 훅에 대한 부정적인 재평가 - 성격과 과학자로서 능력의 결함에 관하여
훅의 통찰은 아무리 과감하고 정확해도 결론보다는 통찰로만 남았다. 결론이 되려면 우선 증명이 돼야 했을 것이다. 로버트 훅이 그의 뛰어난 통찰에서 결론으로 가는 것을 막은 것은 그의 유별난 성격과 능력의 결함이라는 증거가 많다. 그의 성격에 대해서는 많은 평가가 있다. 안절부절못하는 성미와 다방면의 임무가 커다란 체계적 업적에 필요한 꾸준한 노력을 불가능하게 했다. 타고난 성격에 왕립학회에서의 임무가 겹쳤다는 소리다. 매시간 새 개념, 새 계획이 튀어나와 그가 하는 일을 헤아리기가 어려웠다. 로버트 훅은 통찰력이 몰려 들어오게 했고, 빠르고 손쉬운 정복을 하는 과학의 돈 후안(Don Juan)이었다. 그와는 다르게 뉴턴은 한 개념에 붙으면 끝장을 볼 때까지 추구했다. 뉴턴은 여러 가지 연구에 뛰어들어 영웅적 발견을 했다. 훅은 많은 쉬운 승리를 즐겼으나 죽었을 때 그 자신의 것으로 확인된 기념비를 남기지 못했다. 훅에게는 편애하는 지지자가 유난히 많다. 이것은 그가 여러 분야에 능숙했었고, 여러 사람에게 받은 부당한 대우 때문일 것이다. 따라서 그에 대한 과대평가도 눈에 띈다. 훅은 비상하게 재간 있는 사람이지만 재간을 과학적 천재로 잘못 평가하는 경향도 있다. 이것은 미국에서 발명왕 에디슨을 능력 있는 과학자로 오인하는 것과 비슷하다고 할 수 있다. 그렇다고 그의 능력을 재간으로만 보기도 어렵다. 그는 기구를 활용해 과학을 연구하였기 때문이다. Westfall은 훅을 뉴턴, 갈릴레오, 하위헌스와 같은 평면에는 놓을 수 없다고 한다. 훅이 한 공헌의 성질은 그들과는 아주 다르다는 것이다. 훅은 가장 순수한 자연 철학자였다. 그는 대담하고 깊이 있는 아이디어를 가졌으나 대부분 아이디어로 남고 다른 사람들이 그것을 과학적 수준으로 올려놓았기 때문이다.

### 훅에 대한 긍정적인 재평가
무엇보다도 그는 과학혁명이 막바지에 이른 왕정복고기의 영국에서 왕립학회의 핵심인물로서 실험과학의 진흥에 앞장섰다. 그것은 근대과학의 확립에 긴요했을 뿐 아니라 산업 과학의 기초를 놓기도 했다. 이렇게 자연철학과 기계기술을 다리놓을 수 있는 인물은 과학혁명 때 흔하지 않았으며 훅은 매우 귀한 존재였다. 훅은 베이컨주의자로 출발해 실험과 가설을 연결하는 이상적인 과학 방법을 개발했다. 이런 뜻에서 그는 갈릴레오, 뉴턴과 함께 과학혁명을 대표하는 과학자라 할 만하다. 현미경, 망원경 등 많은 과학기구를 개량, 활용한 훅은 세 가지 몫을 했다. 첫째, 기구는 감관을 확장하고, 그 정확도와 신뢰도를 높였다. 둘째, 기구는 실용적인 목적에 유용하게 쓰이도록 했다. 셋째는 훅의 독특한 것으로 기구가 문제의 개념화와 현상의 설명을 돕게 했다. 훅은 빛깔이론, 보편중력개념의 형성에 매우 중요한 몫을 함으로써 과학 혁명의 중추를 이루는 광학과 역학, 천문학에 이바지했다. 더욱이 최근의 연구는 기계철학의 수정에도 훅이 관계됨을 밝히고 있다. 과학혁명에서 엄격한 기계철학이 효과가 없자 뉴턴은 연금술의 적극적 원리를 근대수학의 옷을 입혀 자연철학에 끌어들였다. 그때야 근대과학은 출범할 수 있었다. 훅은 물리현상을 무생물의 적합성(Congruity)과 부적합성(Incongruity)으로 설명했는데, 이것은 실험적 바탕 위에 선 적극적인 원리로서 뉴턴의 자연 철학은 이 전통에서 발전된 것이다. 이 밖에도 훅은 생물학, 화학, 지질학, 건축 등 여러 분야에서 빛나는 업적을 남기고 있다. 물리학에서의 훅의 업적에 한계가 있다고 보는 Westfall도 이 분야들에서는 훅의 천재성이 최고로 발휘되었다고 찬양한다. 이 방면의 연구가 이루어진다면 훅의 가치는 더욱더 올라갈 것이 확실하다. 훅이 그토록 오랫동안 잊혔던 이유는 그가 뉴턴의 적의를 샀기 때문이다. 이제 뉴턴에 가려 빛을 보지 못했던 훅은 정당한 평가를 받아야 할 것이다.